# Humber Limited
Humber était un fabricant anglais de bicyclettes, de motocyclettes et de véhicules à moteur, coté en bourse à partir de 1887. Il prend le nom de Humber & Co Limited en raison de la réputation de qualité des produits de l'un des associés de la fédération des entreprises qui avaient appartenu à Thomas Humber. Une reconstruction financière en 1899 transféra ses activités à Humber Limited. La marque disparaît en 1967. Humber était basé à Coventry dans les Midlands de l'Ouest.

## En bref
Partant d'un intérêt pour les véhicules à moteur à partir de 1896, la division "moteurs" est devenue beaucoup plus importante que la division "cycle" et les marques de commerce ont été vendues à Raleigh, en 1932. Les motos ont été retirées de la vente au cours de la Grande Dépression des années 1930.
À la suite de leur implication dans Humber par Hillman en 1928, les frères Rootes acquirent 60 % du capital ordinaire de Humber, suffisant pour une participation de contrôle. Les deux frères Rootes rejoignirent le conseil Humber en 1932 et transformèrent Humber en société à portefeuille pour les fabricants de véhicules membres de ce qui est devenu le Groupe Rootes.
En 1960, la production annuelle était d'environ 200 000 véhicules. À la suite de l'insistance continue de la famille Rootes, l'entreprise fut conduite à la sous-capitalisation. La construction d'une nouvelle voiture, la Hillman Imp, l'a prouvé, les ressources de Humber et du Groupe Rootes furent insuffisantes et leurs entreprises ont été achetées par la Chrysler Corporation, en 1967.
Humber est maintenant une marque dormante d'automobiles et de cycles. 

## Propriété et contrôle
- Les investisseurs privés de fait de l'incorporation et de la première cotation en 1887
- La fusion avec Hillman en 1928, Hillman est nouvellement contrôlé par Rootes frères
- Rootes Securities (la branche financière) acquiert 60 % de Humber, Hillman devient filiale en 1932
- Chrysler Corporation acquiert le contrôle de Rootes Motors (familièrement "Groupe Rootes") en 1967

Filiales en propriété pleine en exploitation
- Commer, 1925
- Hillman (fusion 1929 — filiale 1930)
- Thrupp & Maberly, 1926 — ex Rootes Securities 1932
- Clément-Talbot 1935 renommé Sunbeam-Talbot
- Sunbeam Motor car Company 1935 : seulement les trolleybus
- Karrier 1934
- British Light Steel Pressings 1937
- Tilling-Stevens 1950 (détenu en partie jusqu'en février 1964)
- Singer Motors 1956 (détenue en partie jusqu'en février 1964)

## Histoire

### 1887-1918
L'industrie du Cycle

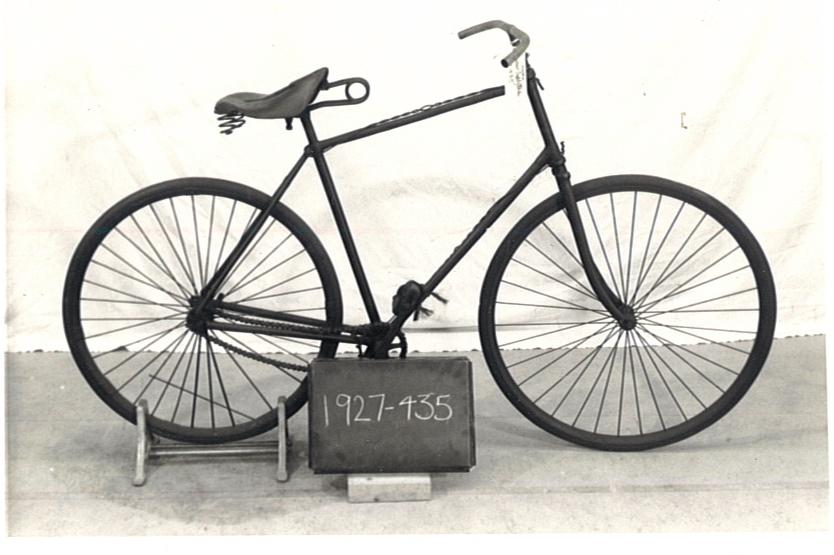
La bicyclette de sécurité, vers 1890

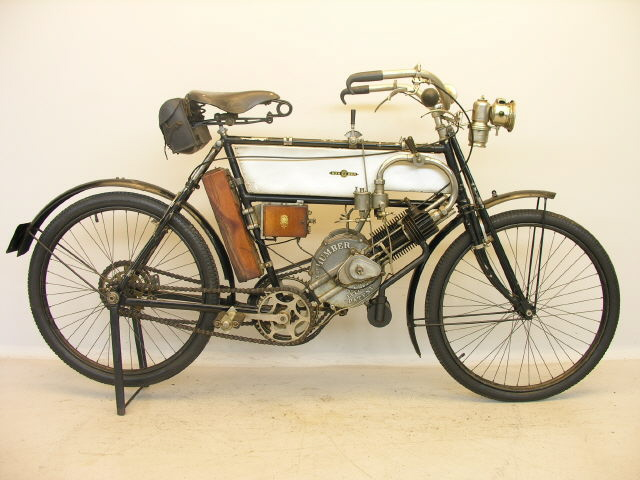
Motocyclette 2 ¾ cv, 1904

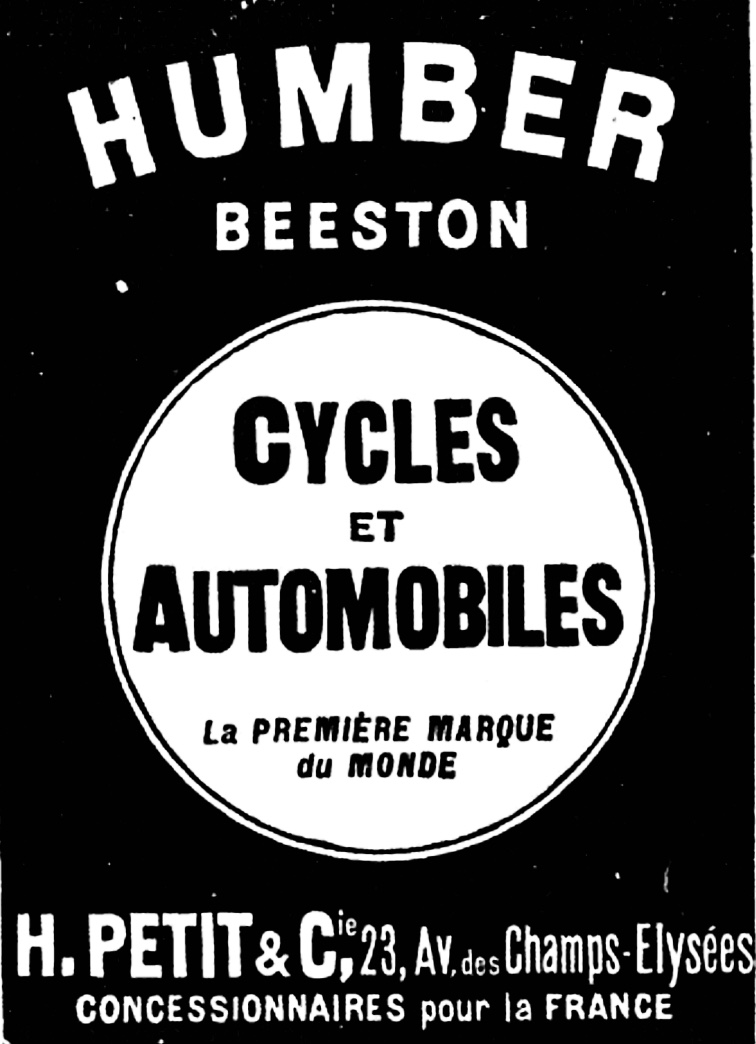
Humber Beeston France (1907)

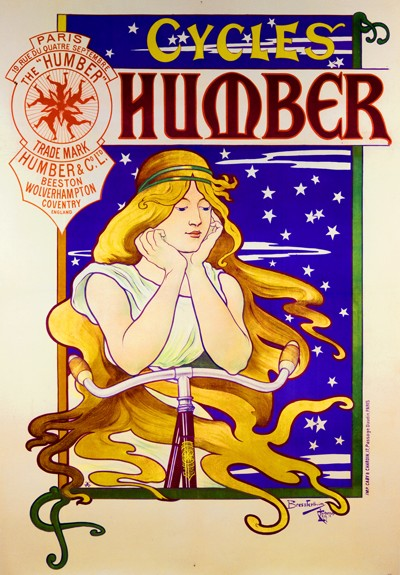
Affiche pour Cycles Humber (France) signée Henriette Bressler (1898).

L'industrie du cycle, à la fin des années 1880, connaît une période de consolidation en termes d'investissements financiers, et donc, les partenaires de Thomas Humber et du promoteur de la jeune entreprise, T. Harrison Lambert, décident de vendre leur affaire Humber Cycles à des investisseurs qui fonctionnent en partenariat avec un certain nombre d'autres fabricants de cycles, puis introduisirent la nouvelle combinaison en bourse. La reconnaissance publique des produits Humber pour leur haute qualité et leur fiabilité était telle que la nouvelle organisation fut nommée Humber & Co Limited, en dépit du fait que Humber n'en fut pas la composante la plus importante. Thomas Humber accepta de gérer l'ensemble de l'entreprise et ses usines à Coventry, Wolverhampton et Beeston. Il prend sa retraite en 1892, à la fin de son contrat de 5 ans.
Humber s'est alors développée en Europe et en 1896 leur filiale Humber (France) s'est jointe à La Société des Vélocipedes Clément et La Société des Cycles Gladiator, obtenant la cotation en bourse dans le but de former "l'un des plus importants monopoles du Cycle en Europe", avec l'intention d'améliorer la position de Humber (France). Les administrateurs ont exprimé le plus grand intérêt pour la nouvelle industrie de voitures et de cycles à moteur, pour laquelle d'importants travaux ont été érigés par le monopole à Levallois Perret. Au moment de l'introduction en bourse, les investisseurs potentiels ont appris que les agences étaient déjà établies dans les principales villes en France et dans les villes de Saint-Pétersbourg, Copenhague, Milan, Athènes, Bruxelles, Bucarest, Amsterdam, Lisbonne, Buenos Aires, Santiago, Constantinople, Alger, Sfax, Tunis, Alexandrie, Saïgon, Hong Kong, Port-Saïd et à travers toute l'Amérique du Sud. Le président du nouveau monopole fut auparavant président de Dunlop Pneumatic Tyre Co et un autre directeur fut gestionnaire de Dunlop (France). Les négociations entre les parties ont été menées par Ernest Terah Hooley.
L'ambitieux nouveau monopole n'a pas réussi à garder sa cohérence, les différends entre les partenaires ont traîné devant les tribunaux anglais jusqu'au tournant du siècle. Une grave récession économique en 1899 nécessita une reconstruction financière et la constitution d'une nouvelle  société, Humber Limited, afin de pouvoir poursuivre les activités existantes.

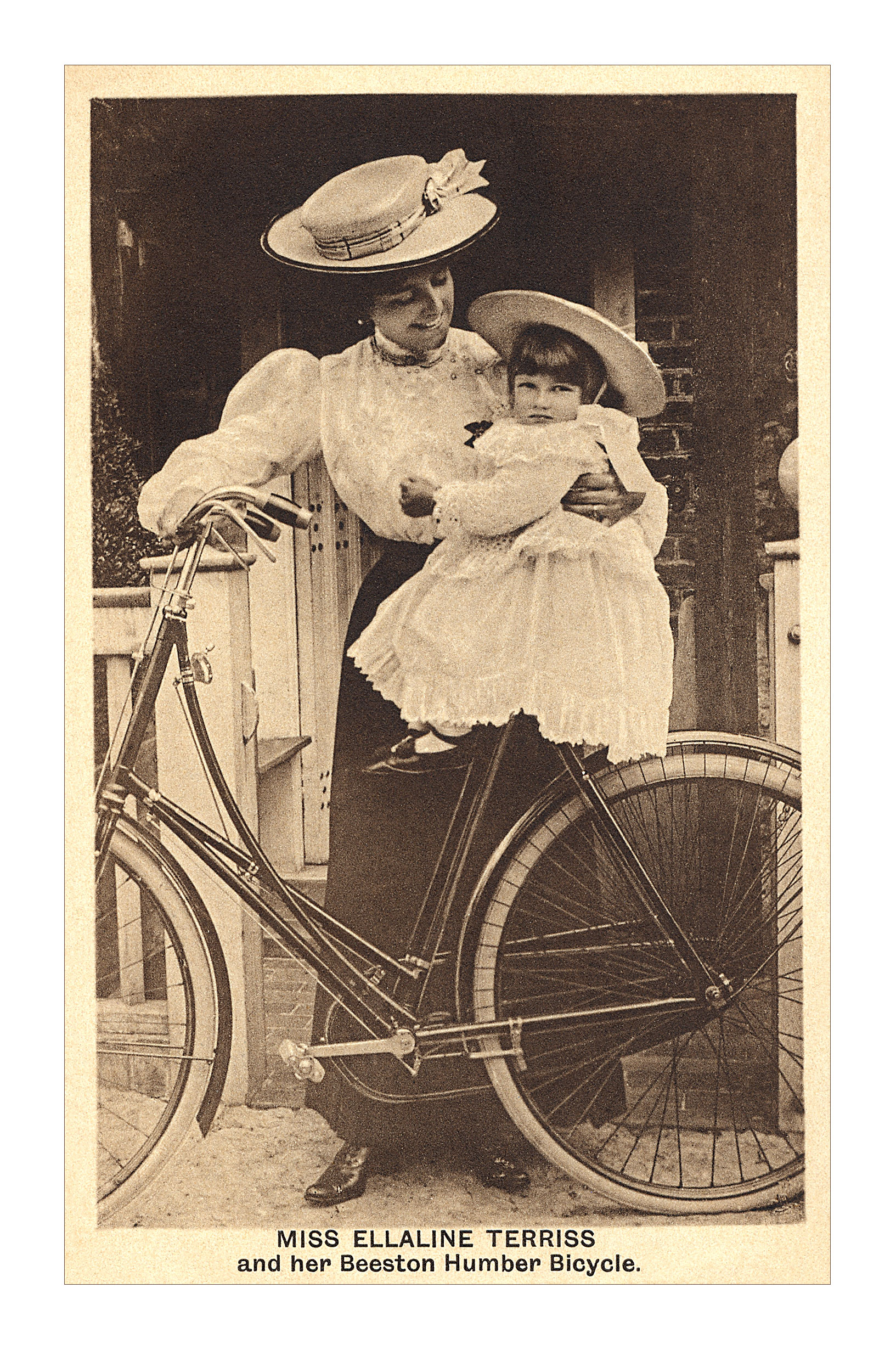
Carte postale de 1907

Première production en série de voitures
En 1896, Humber construit un prototype et neuf véhicules de production dans leur nouvelle usine de Coventry. En novembre 1896, une voiture est exposée au Stanley Cycle Show de Londres. Elles sont considérées comme la première production en série de voitures fabriquées en Angleterre.
À l'assemblée générale suivante de Humber & Compagnie, en 1897, le directeur général annonça avoir reçu de nombreuses lettres demandant de produire un véhicule motorisé, et qu'ils avaient déjà commencé à travailler sur ce projet depuis 2 ans, mais en ont retardé la production jusqu'à ce qu'un moteur fiable soit trouvé. Ayant maintenant trouvé ce moteur, ils se préparaient pour la production.
La première voiture Humber fut produite en 1898 et était un tricycle. Leur première voiture conventionnelle à quatre roues est apparue en 1901. Des voitures sont produites à Beeston près de Nottingham ainsi qu'à Stoke, Coventry , mais avec des conceptions distinctes. Tout comme avec les vélos, les produits Beeston Humber conservent leur image de marque de haute qualité. L'usine de Beeston est fermée en 1908 à la suite de l'ouverture de la nouvelle usine à Stoke. 

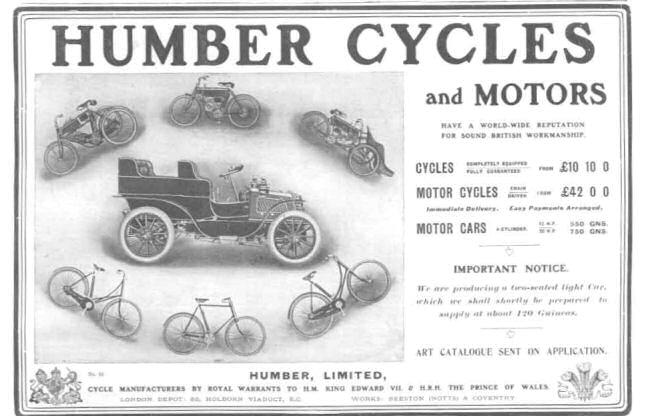
Fabricants de Cycles
pour le Roi, 1903

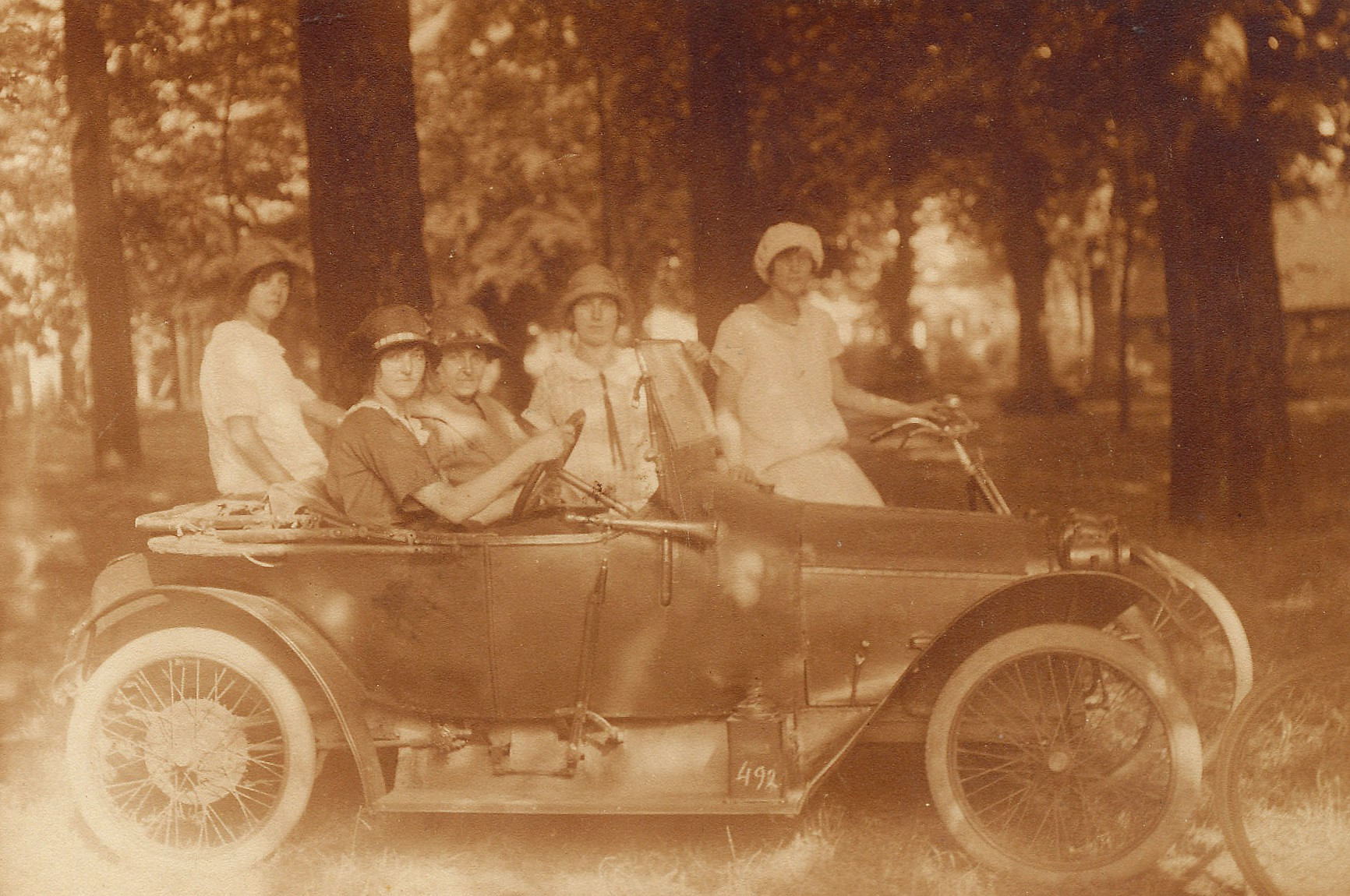
Humberette, vers 1912

Les bénéfices de Humber sont passés de 16 500 £ en 1905 à 106 500 £ l'année suivante et 154 400 £ en 1907.
La nouvelle usine fut officiellement inaugurée à Stoke le 12 mars 1908, juste à l'extérieur de la ville de Coventry. Les nouveaux bâtiments couvraient 13,5 hectares et permettaient d'employer 5 000 personnes. La nouvelle usine fut conçue pour produire 150 voitures et 1 500 cycles par semaine. Une seconde reconstruction financière est faite en 1909. En 1911, ils reprennent la Centaur Cycle Company.
Pendant ce temps, une large gamme de voitures fut créée, allant de la petite Humberette de 600 cm3 à plusieurs modèles six cylindres de 6 litres de cylindrée. En 1913, Humber était le deuxième plus grand fabricant de voitures du Royaume-Uni, juste après Wolseley. Relancé par la guerre 14-18, Humber produisit des motos et des vélos pour le ministère de la Guerre, en plus des voitures.

### 1919-1939
Il y eut un effondrement du marché après-guerre, au début des années 1920 et, en outre, le public acheteur se déplace du vélo aux motos et aux voitures. Rover, Singer, Swift, Triumph et Riley ont tous arrêté la fabrication de cycles.

#### Des acquisitions Humber
En 1925, Humber entre dans la production de véhicules commerciaux avec l'achat de Commer.
En 1928, le président de Humber fut obligé de déclarer une perte pour la deuxième année consécutive. Le chiffre d'affaires de Commer Cars a sensiblement augmenté, mais cette dernière n'a pas renoué avec les résultats positifs. Le marché du vélo s'est amélioré, mais pas celui des motos. Humber Cars, le produit présenté par le président comme étant d'une classe particulière, a été plus influencé par les variations du marché que les autres productions de véhicules. Humber se décrit comme l'une des voitures les plus anciennes et les plus connues de gamme supérieure.
Avant  Rootes

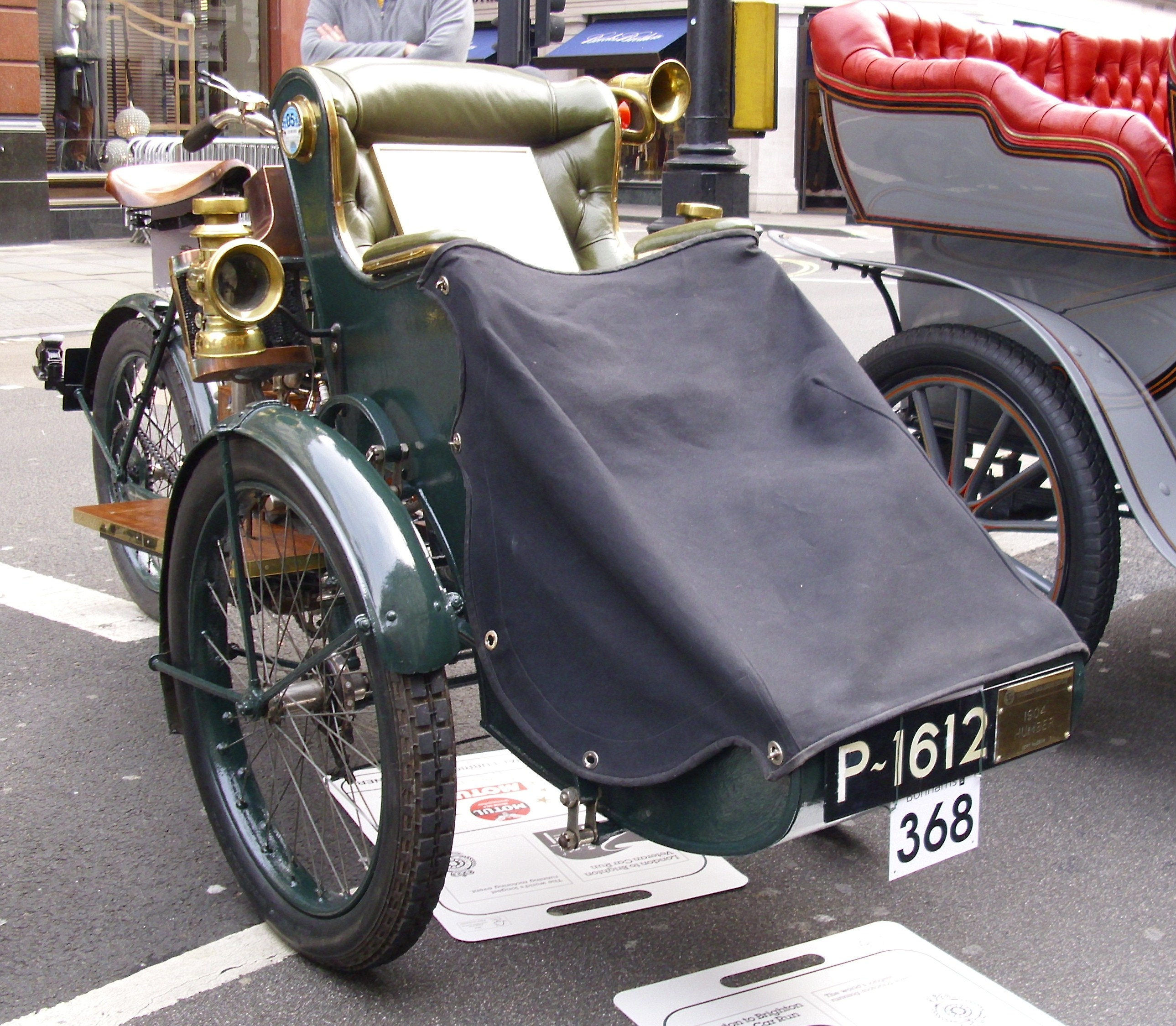
Tricycle Forecar, premier véhicule à moteur, 1904
Humberette 5 hp 1904
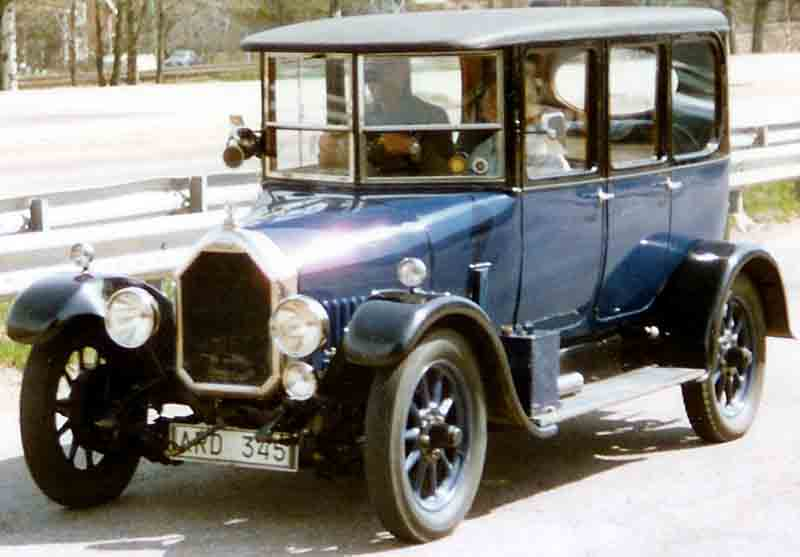
Berline 11.4 hp de 1924
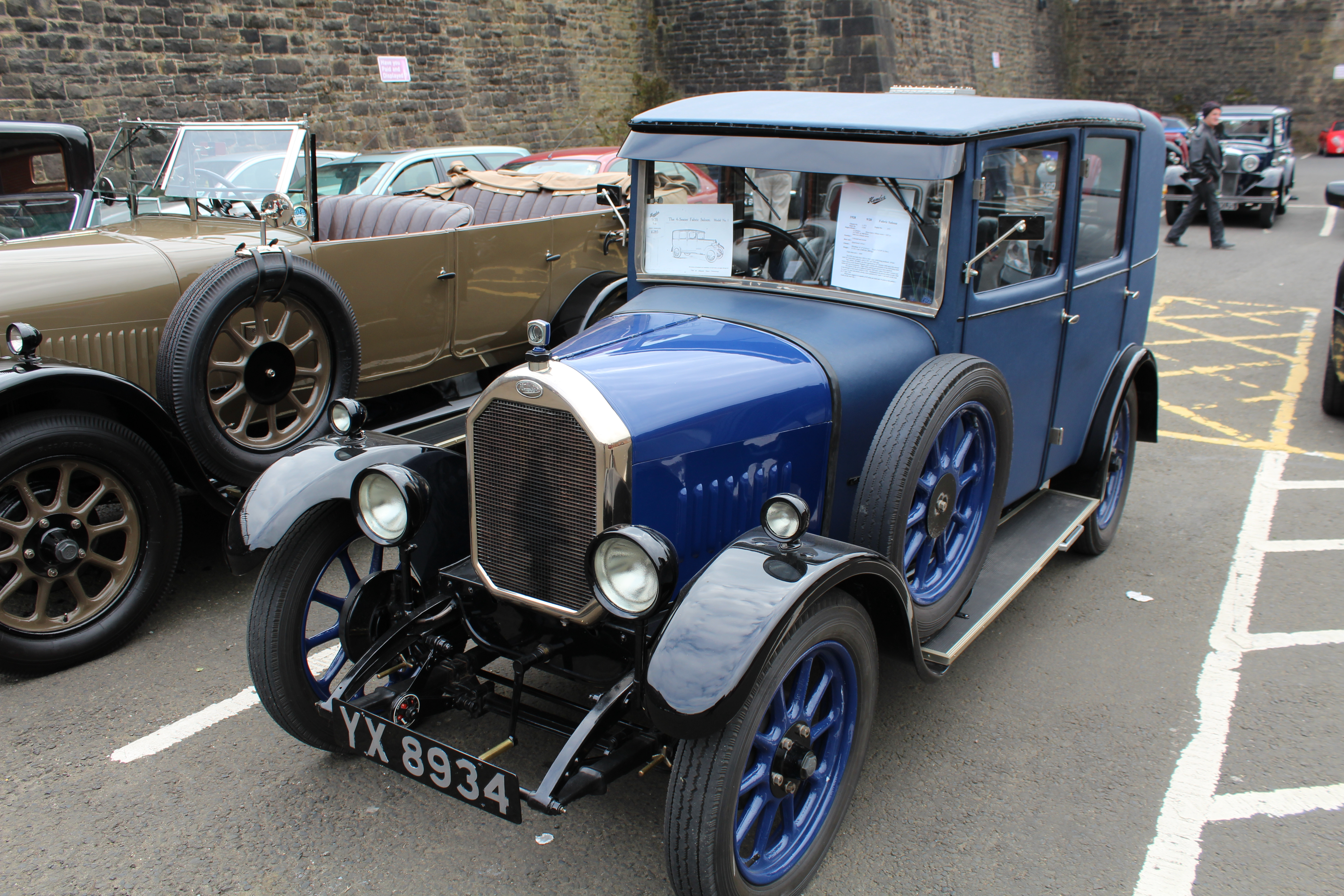
Berline "tissus" 9-20 hp de 1928
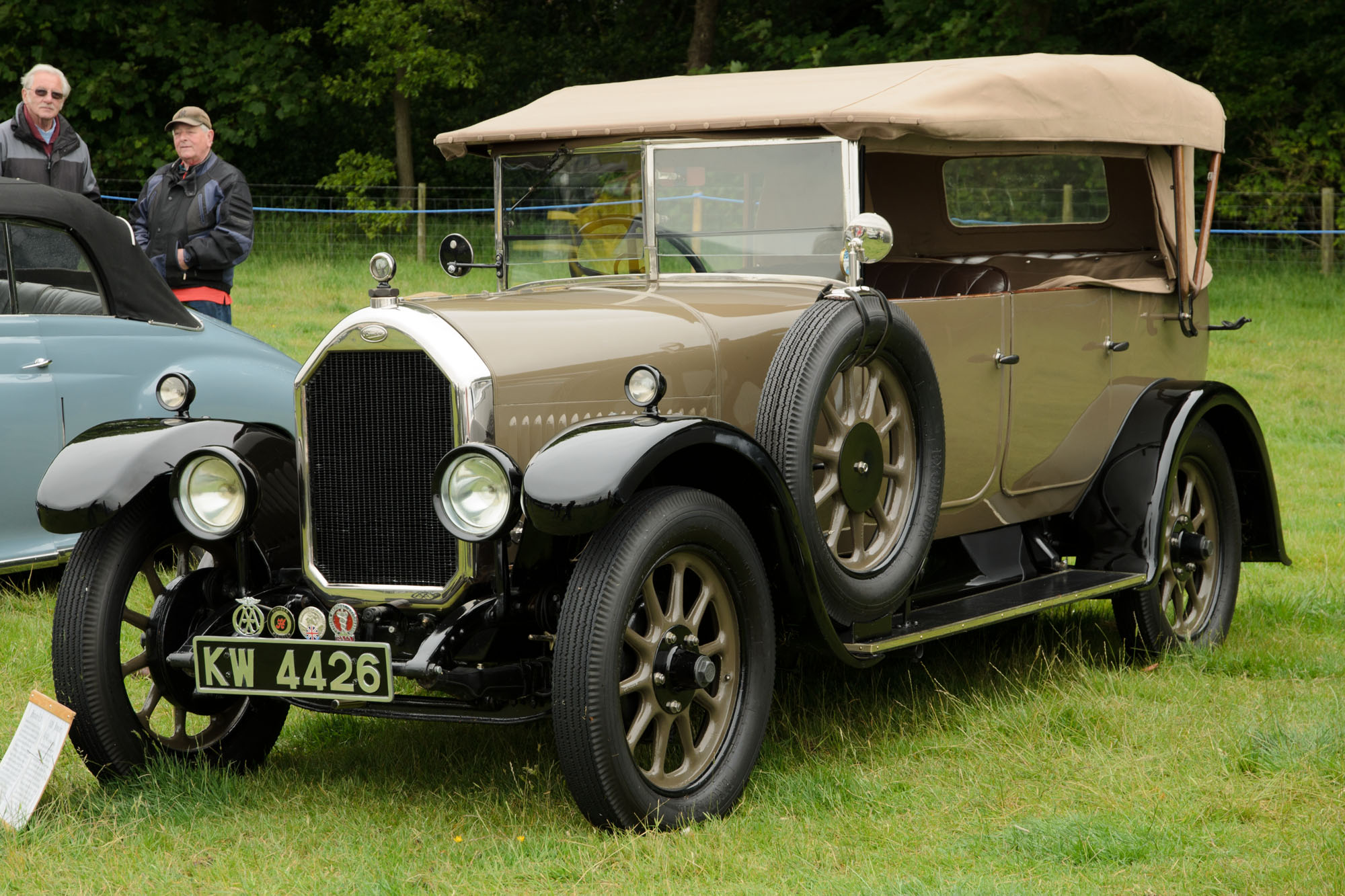
Randonneuse 14-40 hp de 1928, peinture "Taupe"

Le président, Stanley Brotherhood, a tenu une assemblée extraordinaire d'actionnaires, citant l'extrêmement bonne performance d'un véhicule 14-40 conduit par J W Fitzwilliam et son frère, qui venaient de rentrer d'une traversée d'Europe centrale de 6 000 km, passant par les pires routes des Balkans. Il a ensuite signalé que la "refonte drastique" de la gamme des voitures Humber qui, avec l'amélioration de l'apparence et de la performance, associés à prix révisés, devait améliorer la performance de ces produits sur le marché.
La Mention de la refonte drastique à cette réunion spéciale a été suivie par une autre réunion discutant de la fusion de Humber avec sa filiale partielle Hillman Motor car Company. Hillman, explique le président, est l'une des voitures de prix moyen les plus populaires et un partenaire adapté à la forme distinctive des produits Humber. Les actionnaires ont conclu à l'unanimité que la fusion devait se faire aux conditions proposées.
En 1929, Hillman, sous le contrôle des frères Rootes, fusionne avec Humber—la résultante n'étant pas sous le contrôle des frères Rootes—mais les compétences de marketing de William Rootes ont été immédiatement mises en valeur lorsque Rootes Limited fut nommé "Exportateur mondial". En décembre 1929, examinant l'année écoulée, le président déclara aux actionnaires avoir introduit trois nouveaux modèles nommés: la 16-50, pour le salon de l'Automobile 1928, la Snipe et la Pullman sept places, pour le salon de l'Automobile d'octobre 1929. La vente des modèles 9-28 hp et 20-65 hp se poursuivant à un prix réduit.
Après Rootes

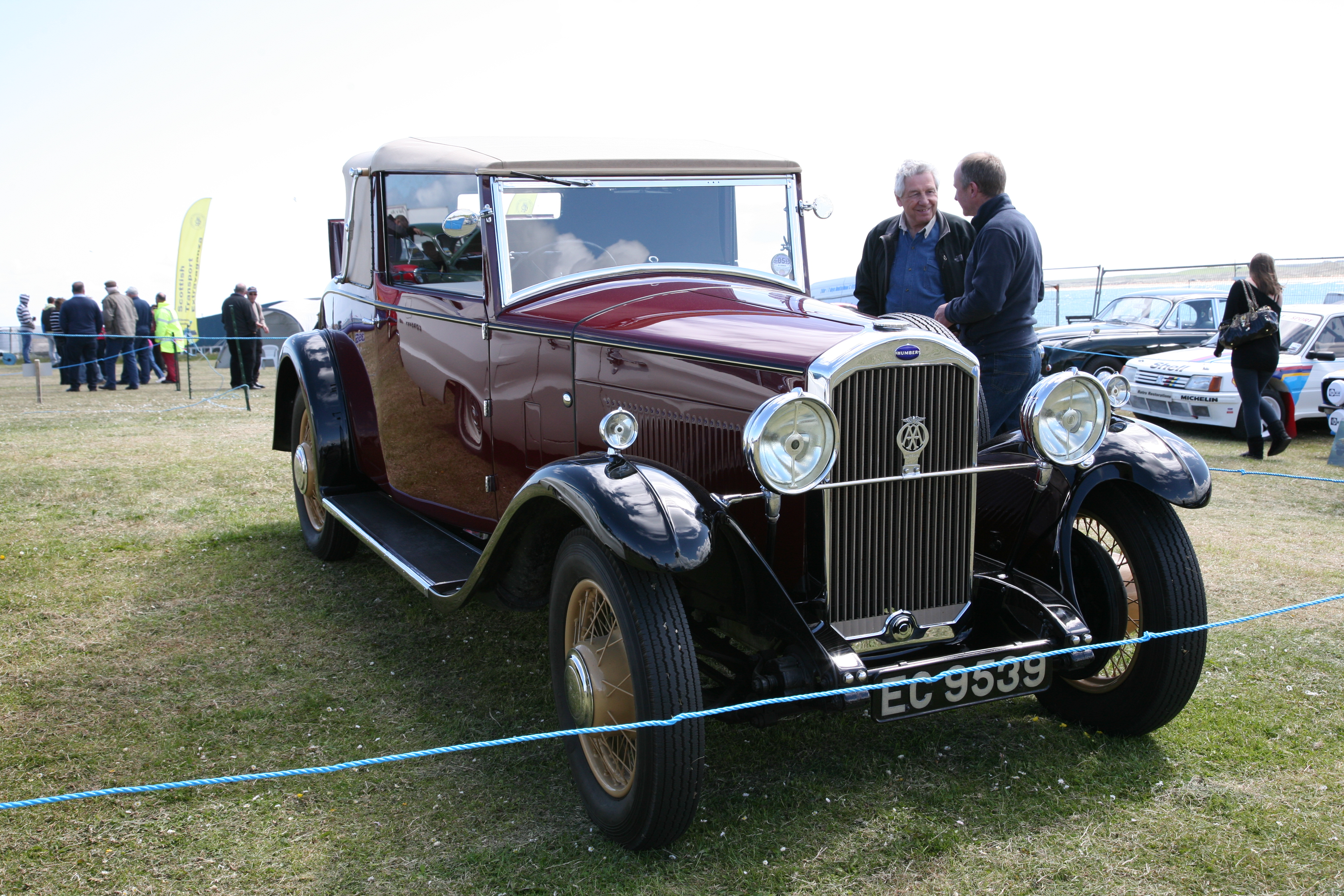
Coupé 16-50 de 1930
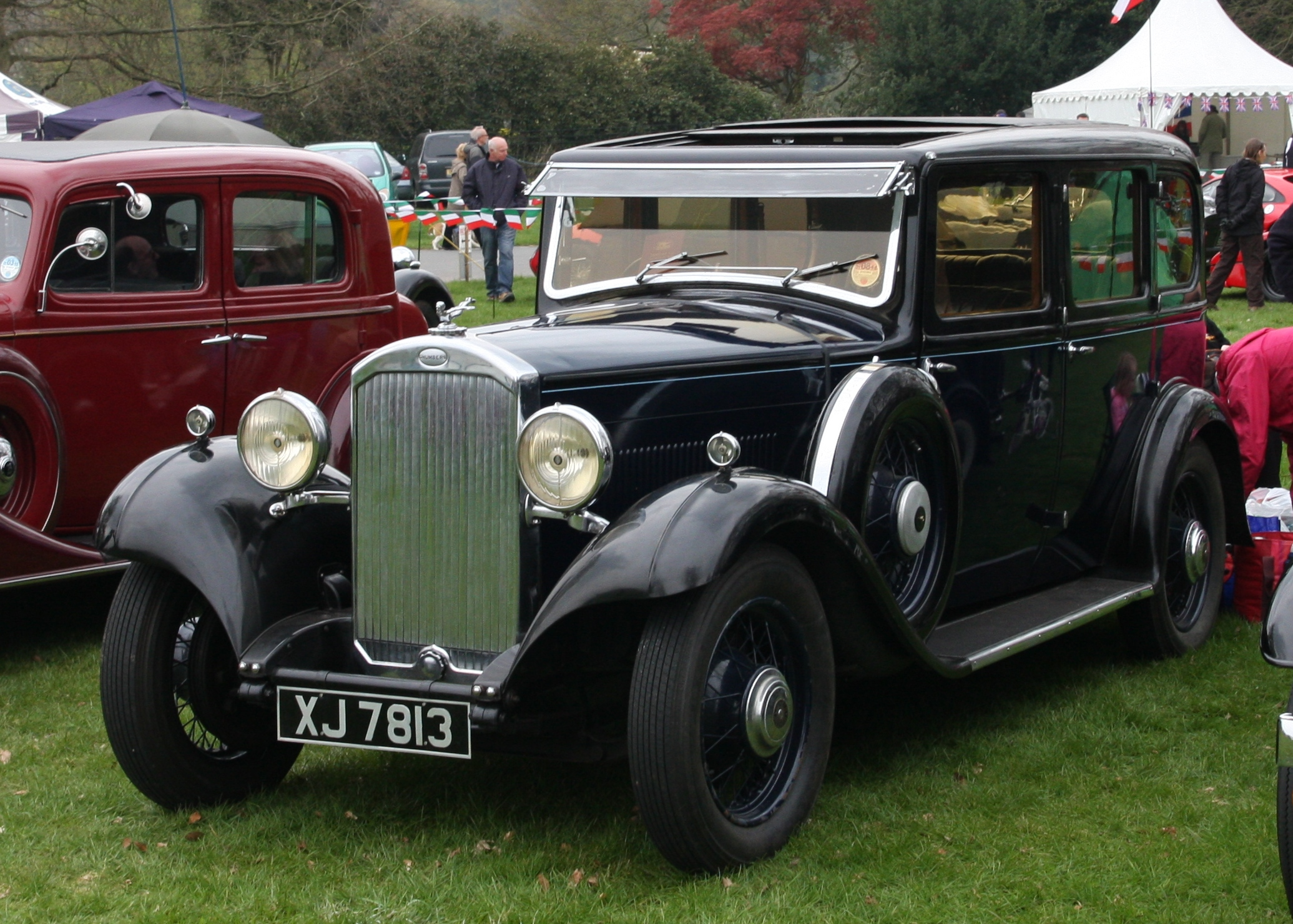
Berline 16-60 de 1933
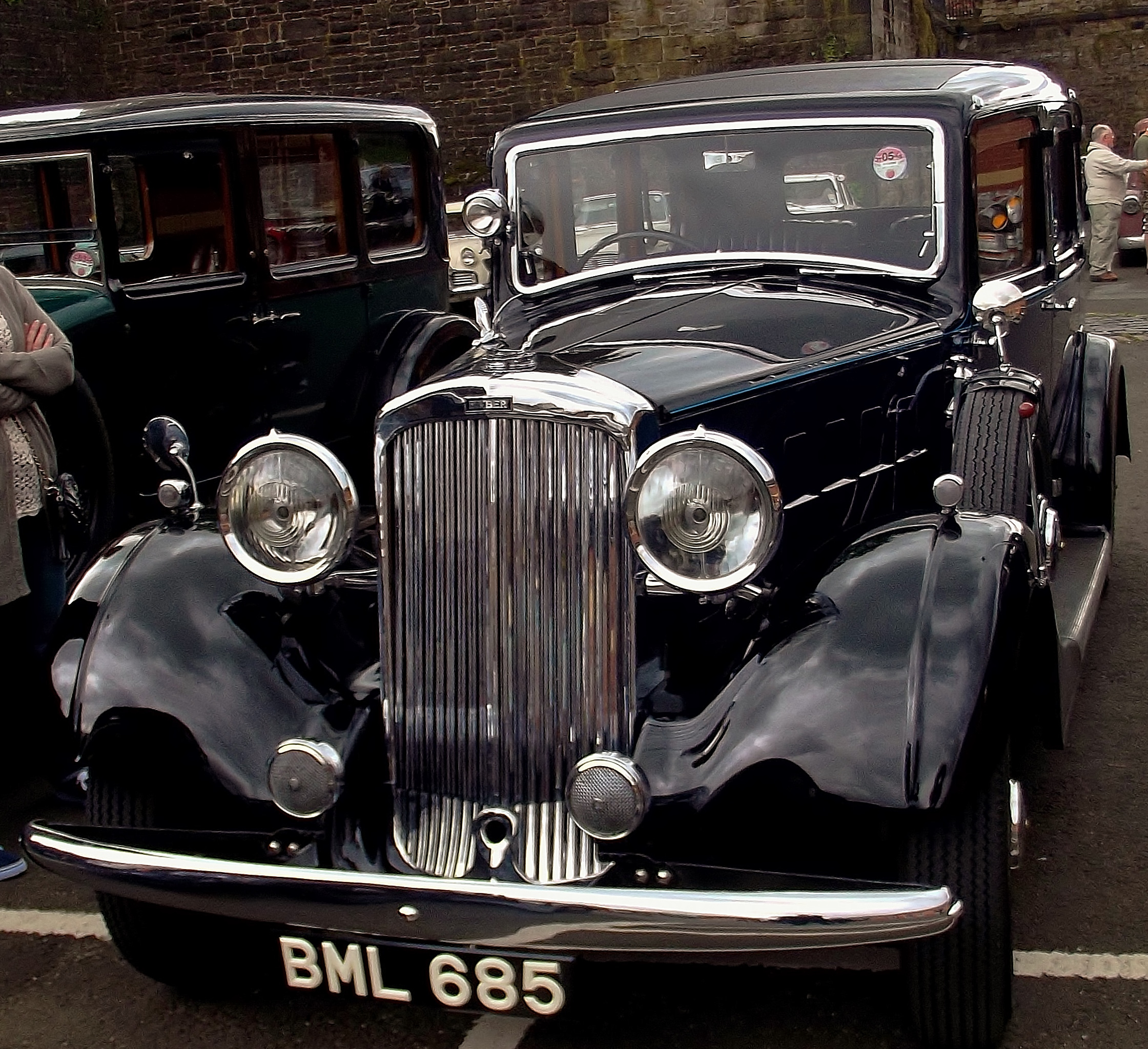
Snipe de 1934
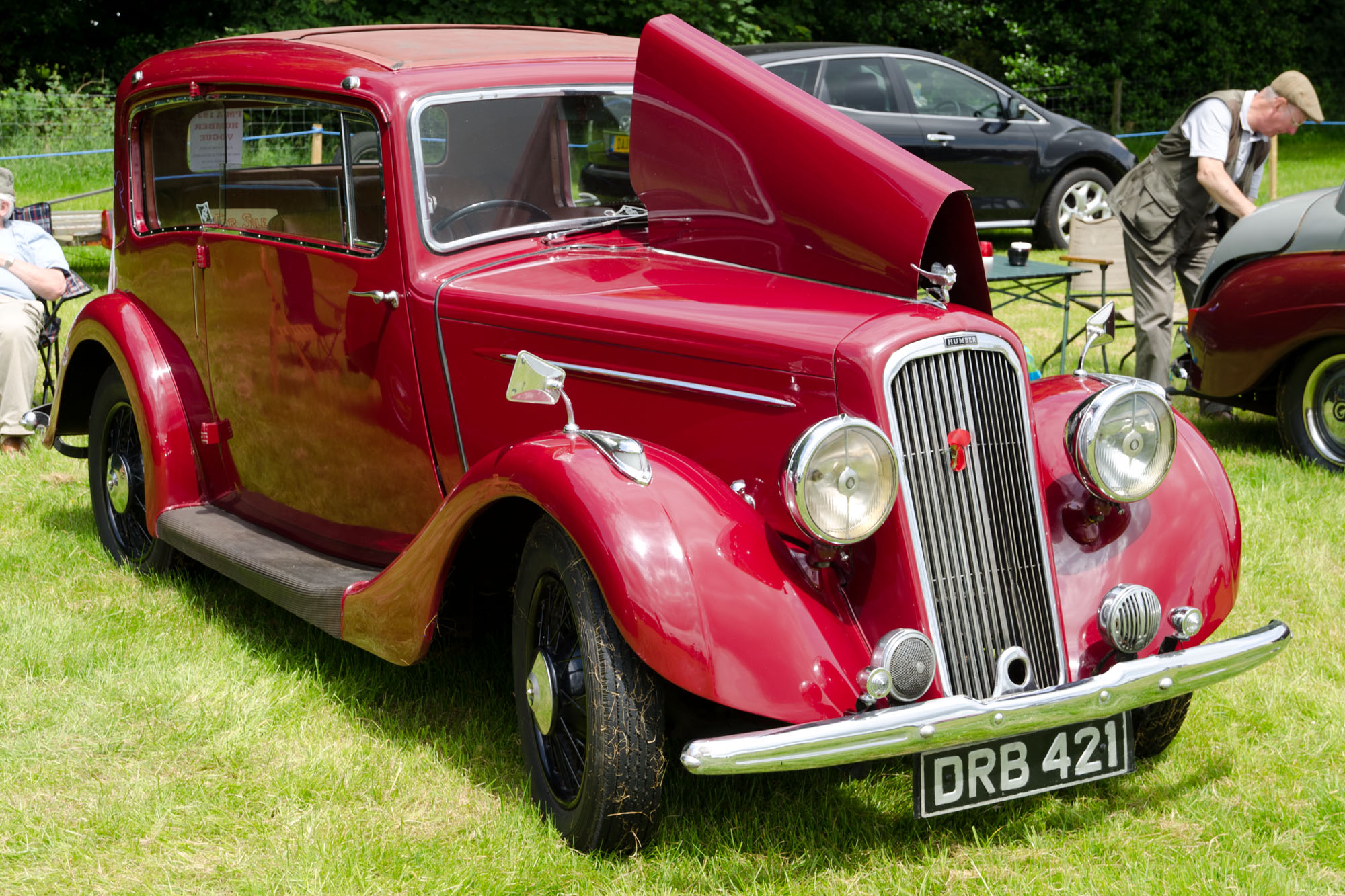
Vogue pillarless (sans pilier central) de 1937
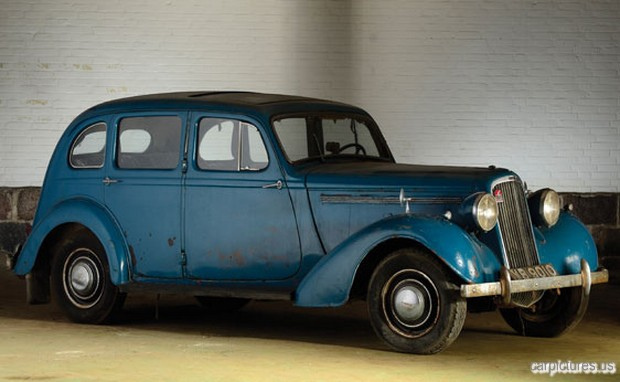
Snipe de 1939

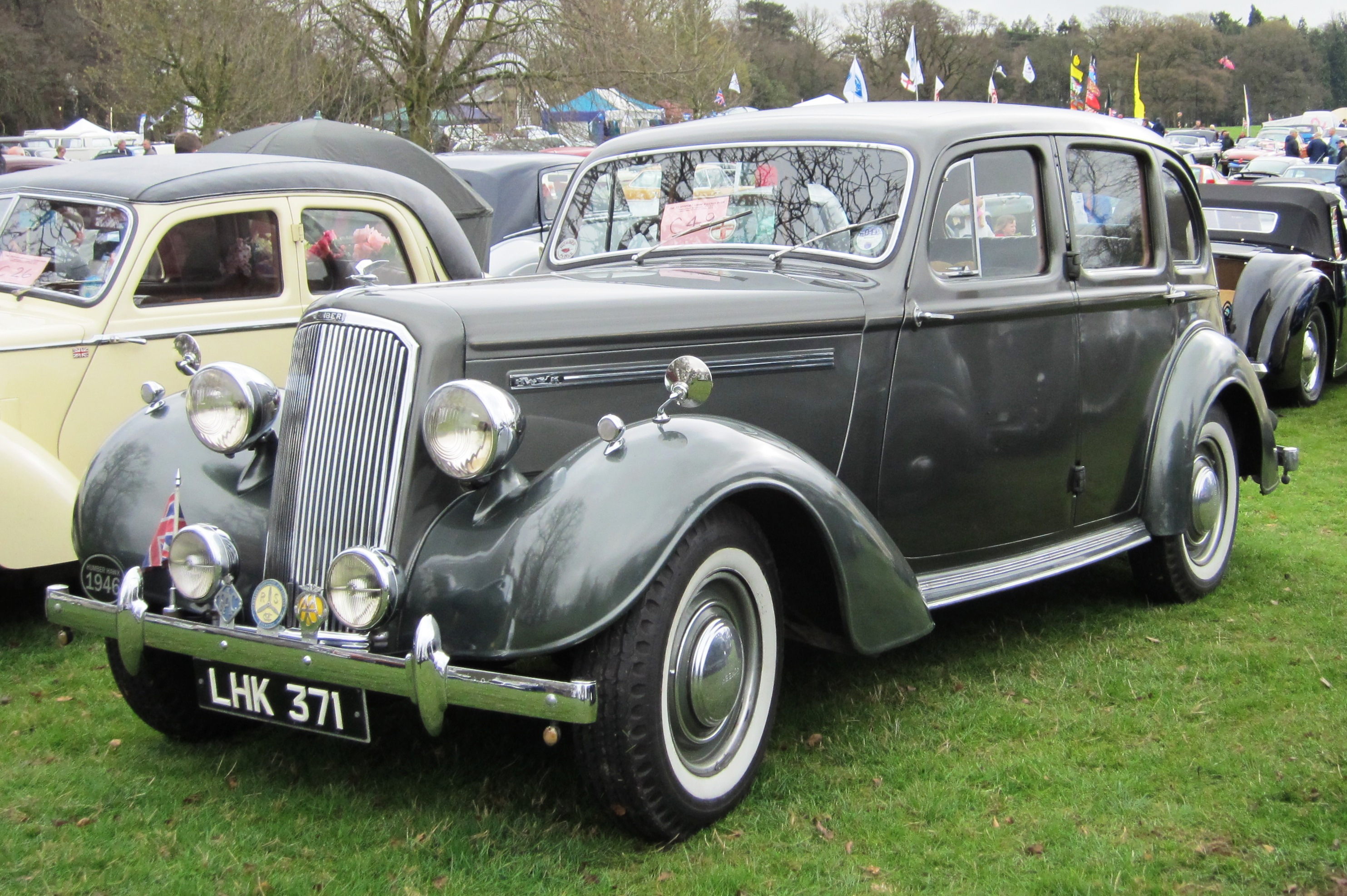
Hawk de 1946 (ex Hillman)
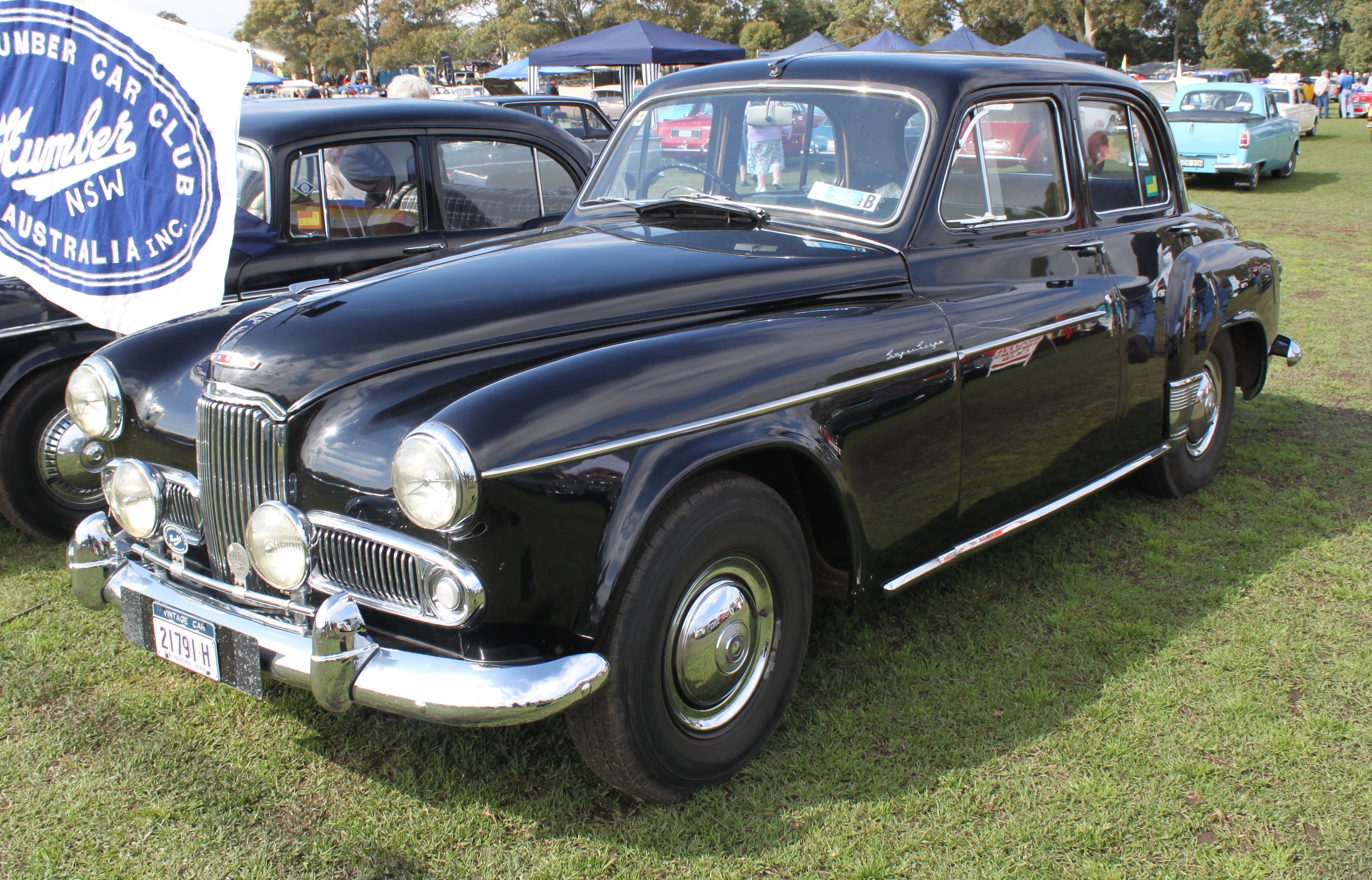
Snipe Mark IV de 1955
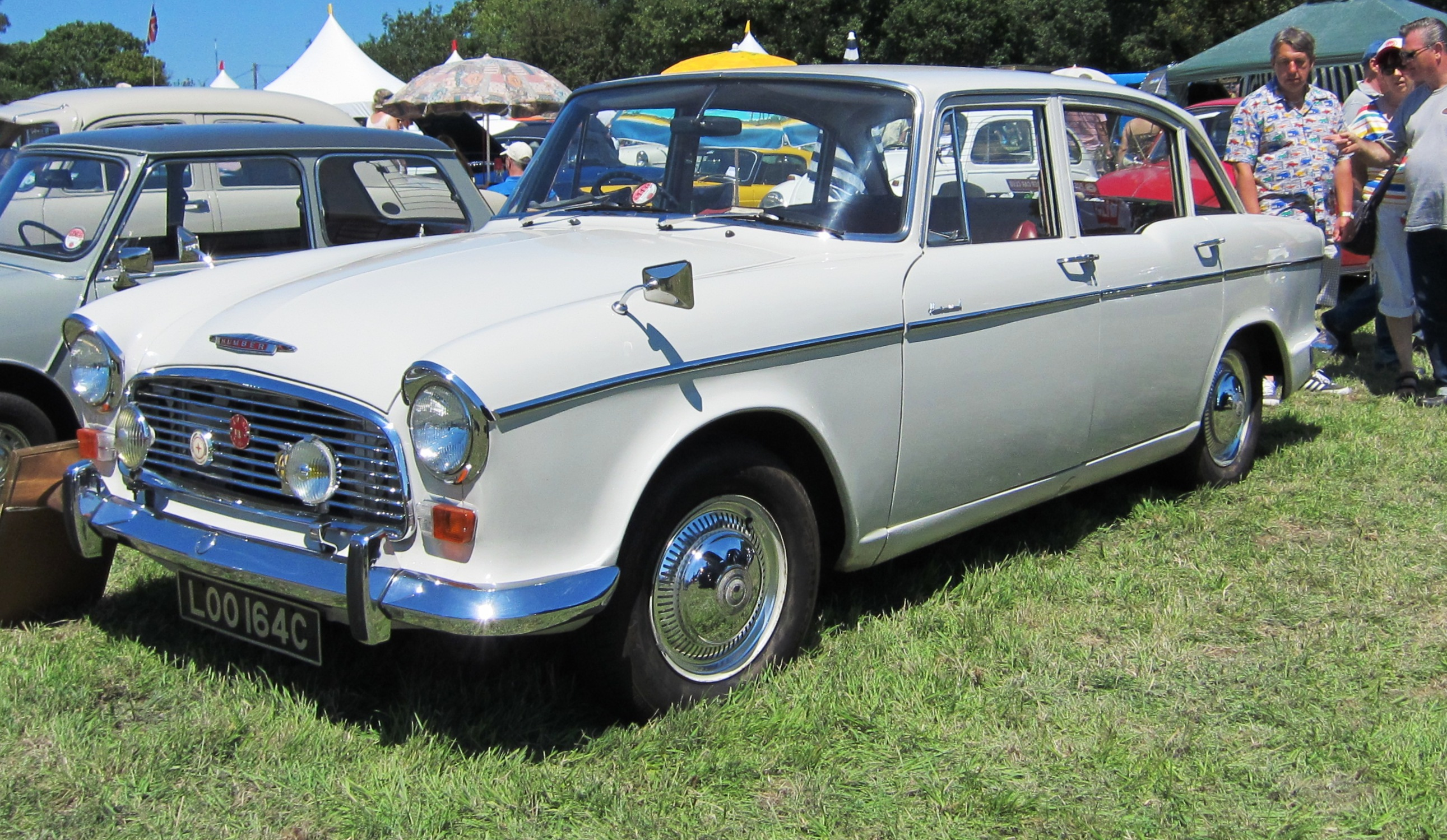
Hawk series IV de 1965
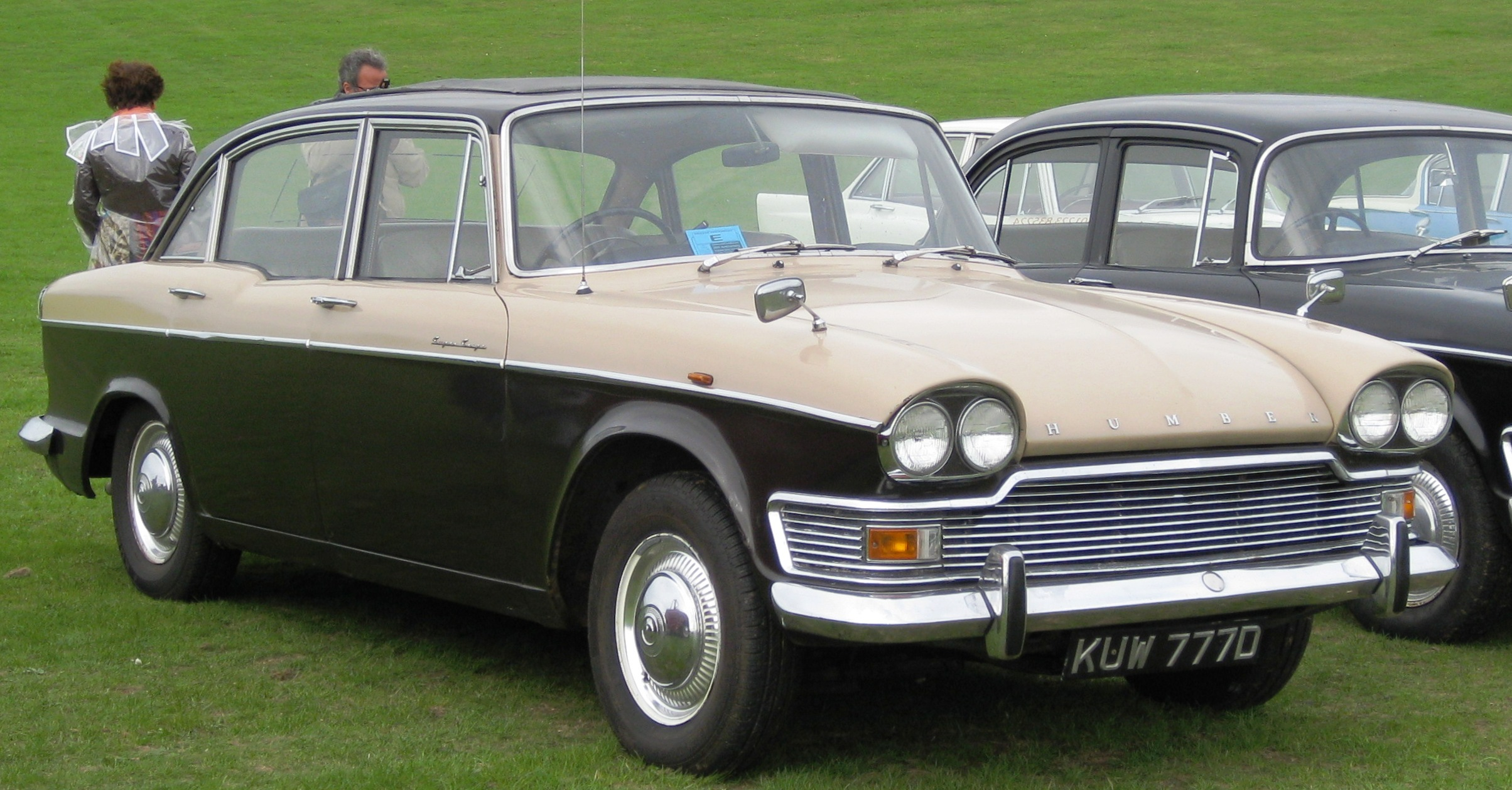
Super Snipe series V de 1966
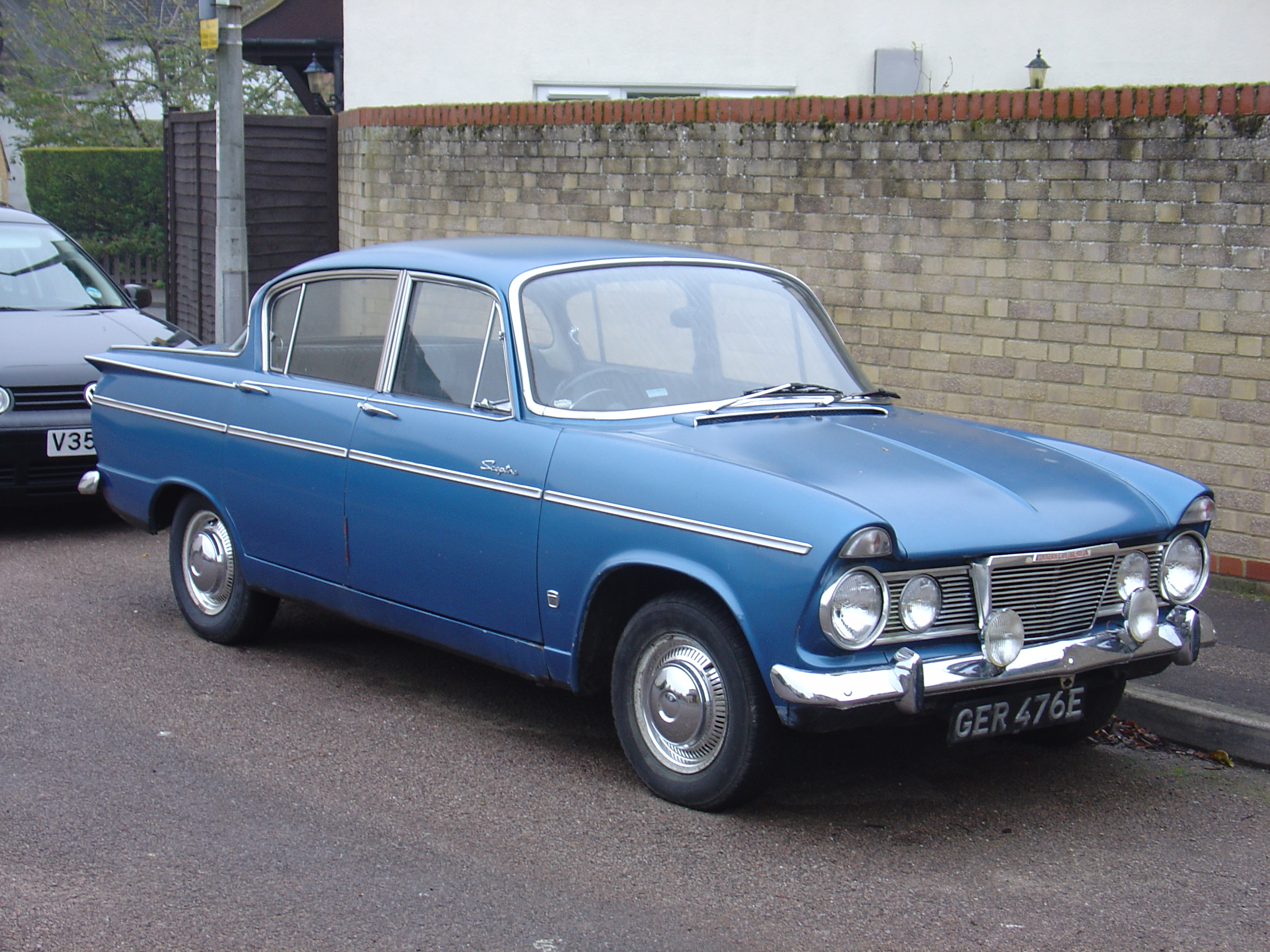
Sceptre de 1967

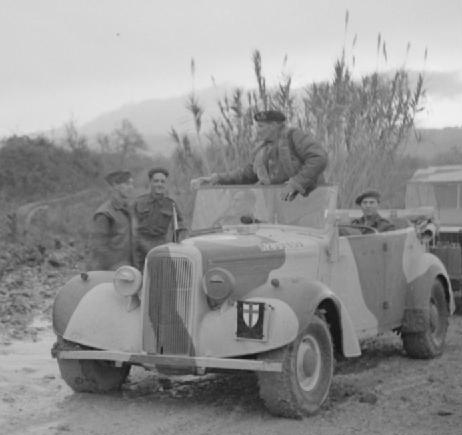
Une des deux voitures d'état-major du général Montgomery, Italie 1943

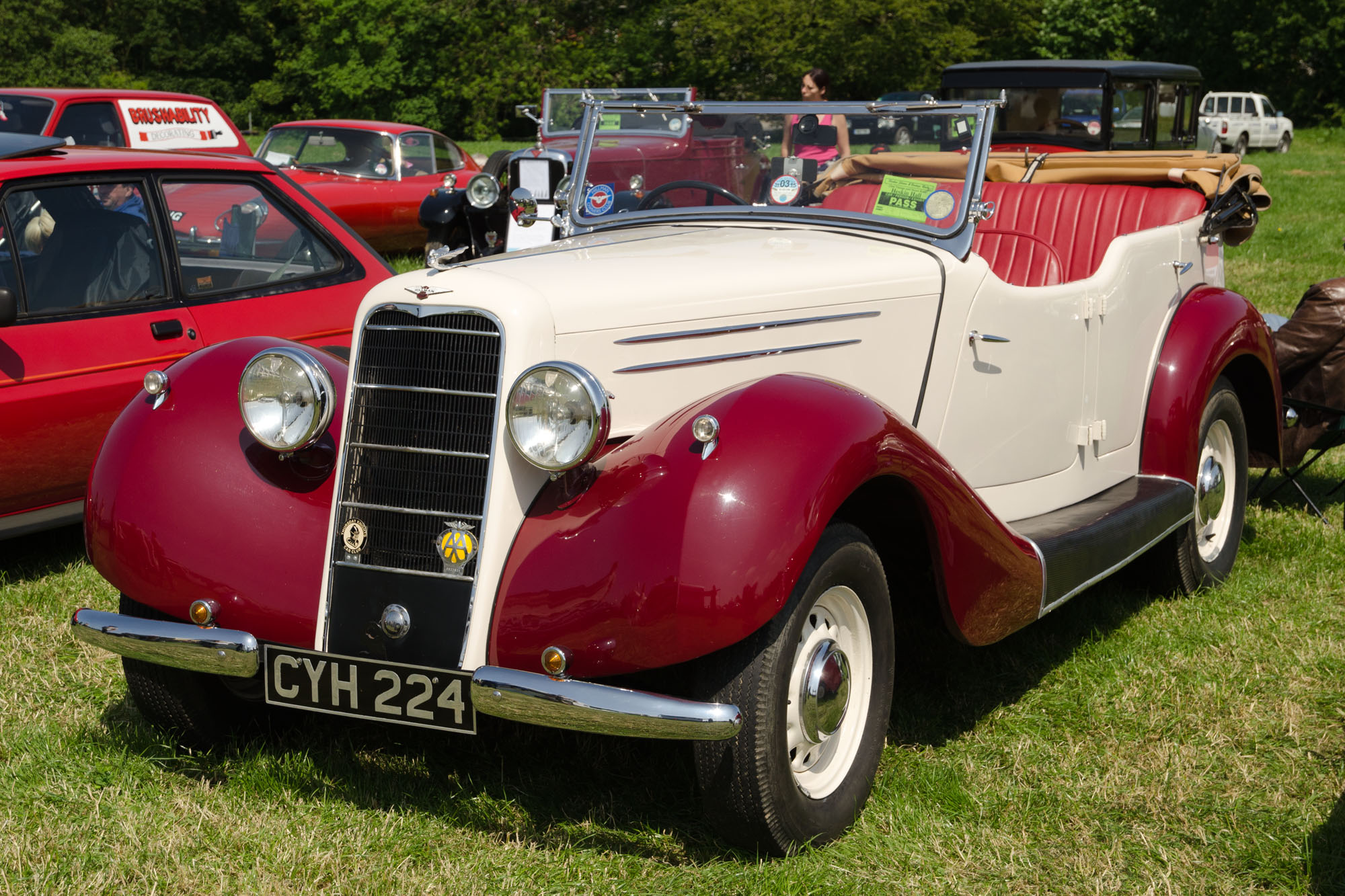
1936 Hillman Hawk de 3,2 litres, six cylindres avec marchepieds, pas de garde-boue avant en forme de casque.

Par après, Michael Sedgwick décrivit les événements de cette époque comme "un processus d'égalisation comparable au sort de Wolseley" (concernant les voitures des années 1920). Elles se distinguaient, dit-il, par un freinage  incertain, le moteur i.o.e. et une carrosserie superbement finie, les nouvelles voitures sont des pures Rootes avec des freins Bendix, des carburateurs descendants, une boîte de vitesses "troisième silencieuse" avec le levier de vitesse central et des amortisseurs hydrauliques. La 16 hp a pu faire face à la Humber Snipe carrossée, simplement avec un faible rapport de démultiplication final. Les autres voitures deviennent des Hillman avec différents moteurs et un empattement plus long. Une Humber Douze a été introduite, qui ressemblait à une Hillman Minx avec un couvercle de roue de secours peint et quatre fenêtres latérales. Il y a un travail attrayant effectué par des carrossiers indépendants sur des châssis Douze. La berline de sport Vogue pourrait avoir été conçue par le couturier Edward Molyneux. Les moteurs Douze ont été réalésés à 75 mm et équipaient les Hillman Quatorze et même la Sunbeam-Talbot 90 d'après-guerre. Au déclenchement de la guerre en 1939, la très rapide Super Snipe à freins hydrauliques se vendait bien et devint un modèle célèbre de voiture d'état-major de l'Armée de terre de la seconde guerre mondiale.
| L'indépendance de Humber se termine en 1931, lorsque les frères Rootes ont acheté une participation majoritaire, avec le soutien financier de Prudential Assurances. Ils ont fourni leurs actions Hillman à titre de paiement partiel. Humber Cycles Il y avait une recrudescence de la demande intérieure et d'exportation pour les bicyclettes, et en février 1932 Raleigh a acquis la totalité des marques de commerce Humber cycles. La fabrication a été transférée à l'usine Raleigh de Nottingham. Les vélos Humber fabriqués par Raleigh ne diffèrent des vélos Raleigh que dans les plateaux, les T de fourche et quelques pièces de freins. |

### 1939-1945
L'usine de Ryton sur Dunsmore qui ferma à la fin de 2006 avait vu le jour en 1939 comme usine de l'ombre: l'usine de Ryton a été construite à l'origine pour produire des moteurs d'aviation. À Speke, Liverpool, une autre usine de l'ombre a ouvert en avril 1939, pour assembler des bombardiers. Des voitures blindées, des scout cars et des voitures d'état-major furent construites dans les usines existantes, ainsi que beaucoup d'autres matériels de guerre 

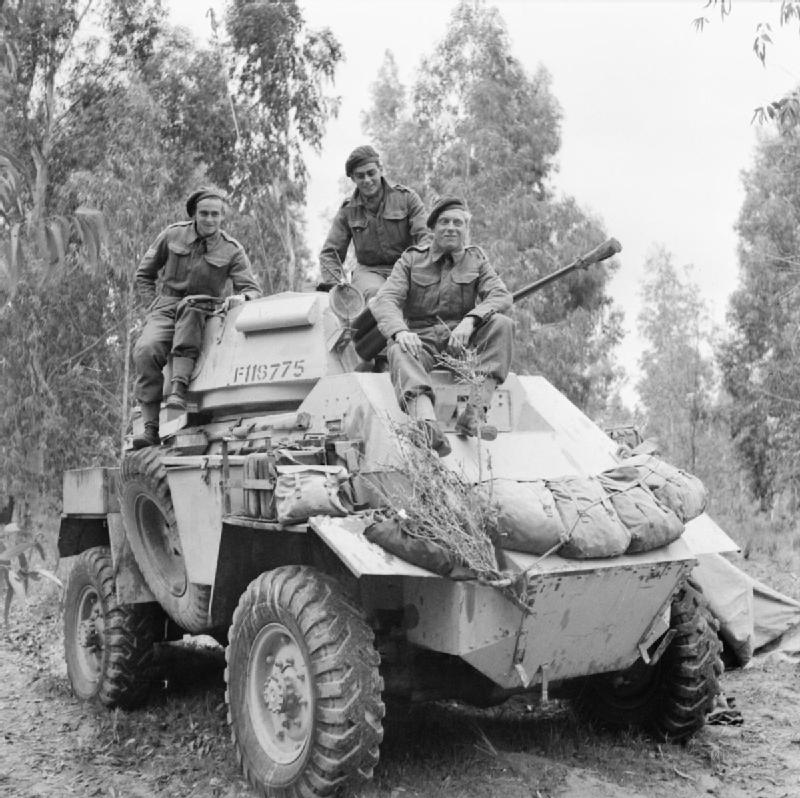
Véhicule blindé à Tripoli, 1943
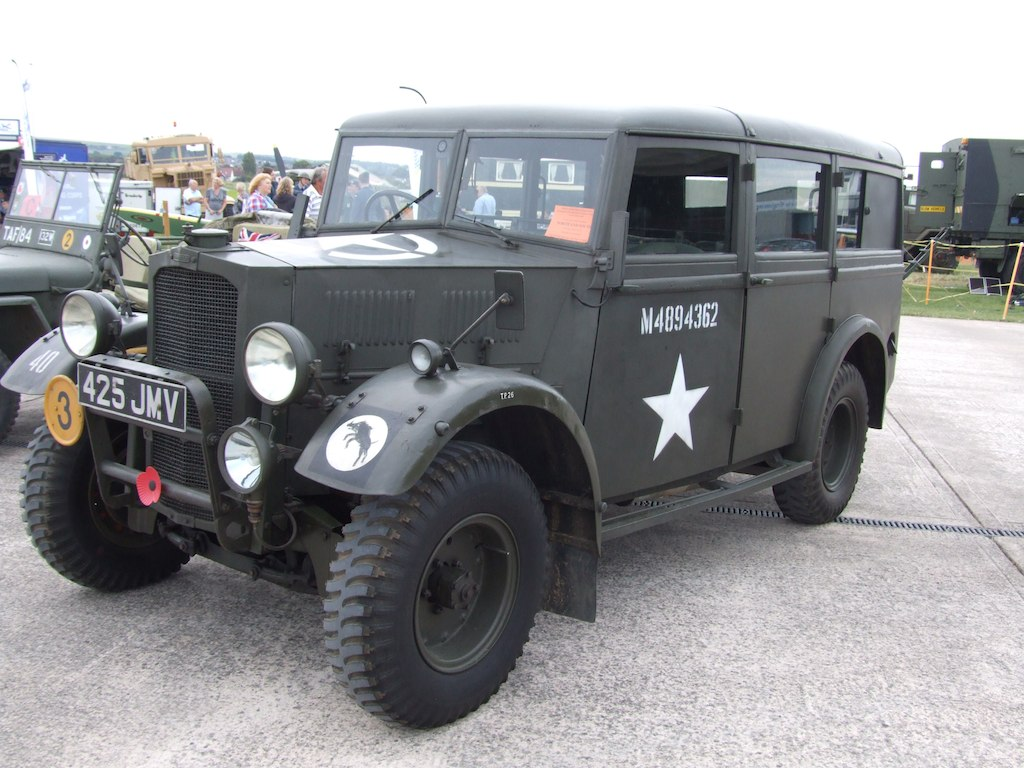
Utilitaire Lourd
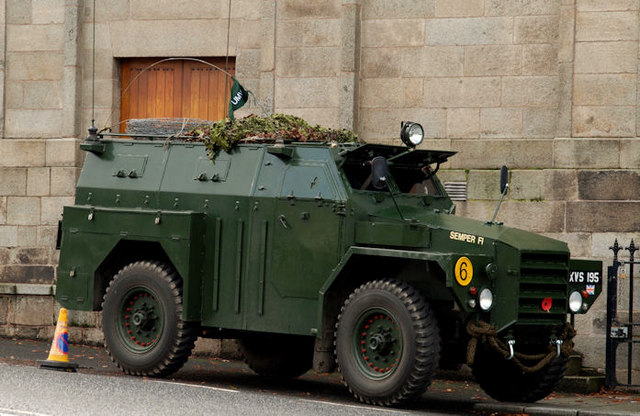
FV 1601 PIG
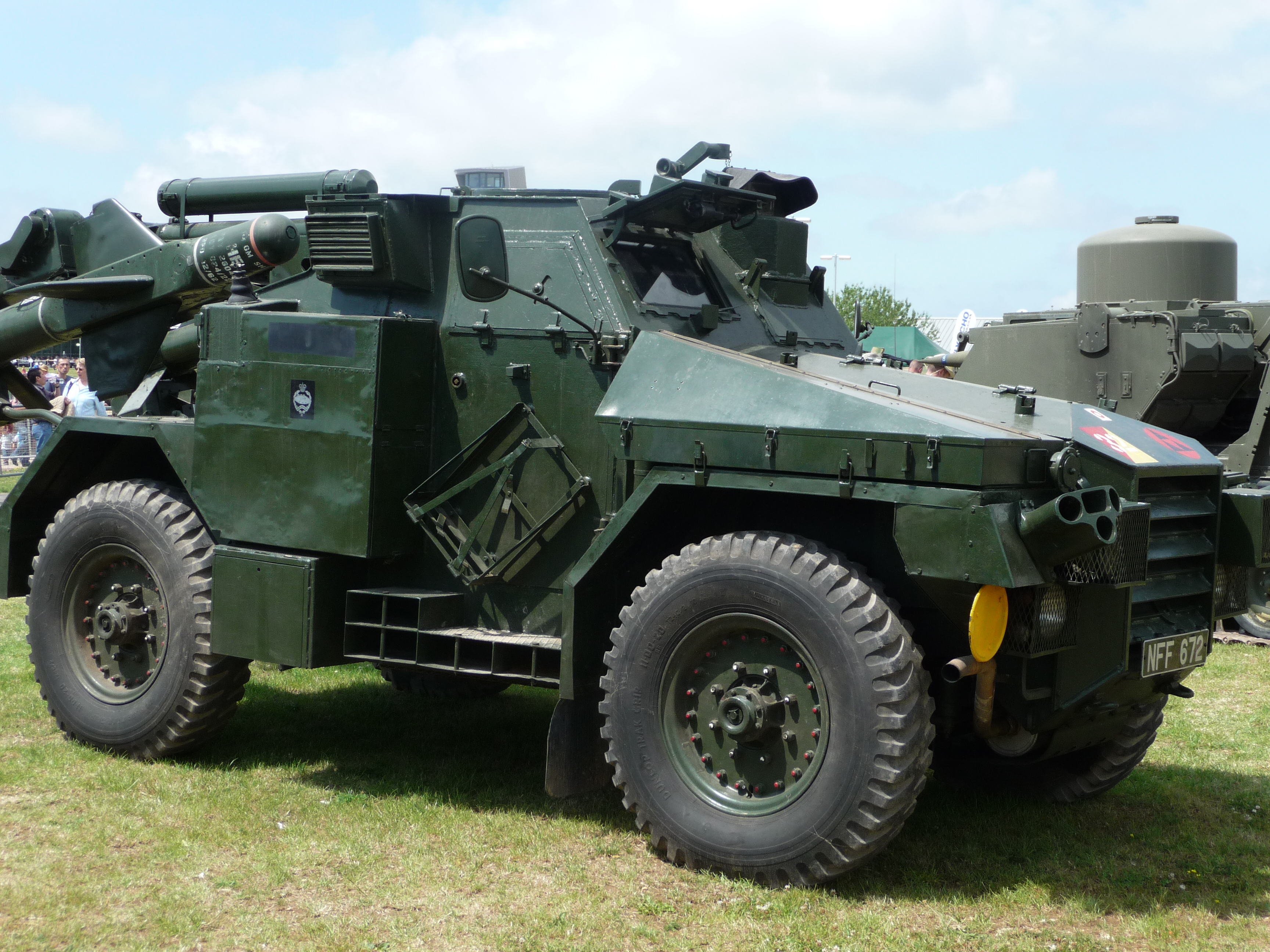
FV 1620 Hornet
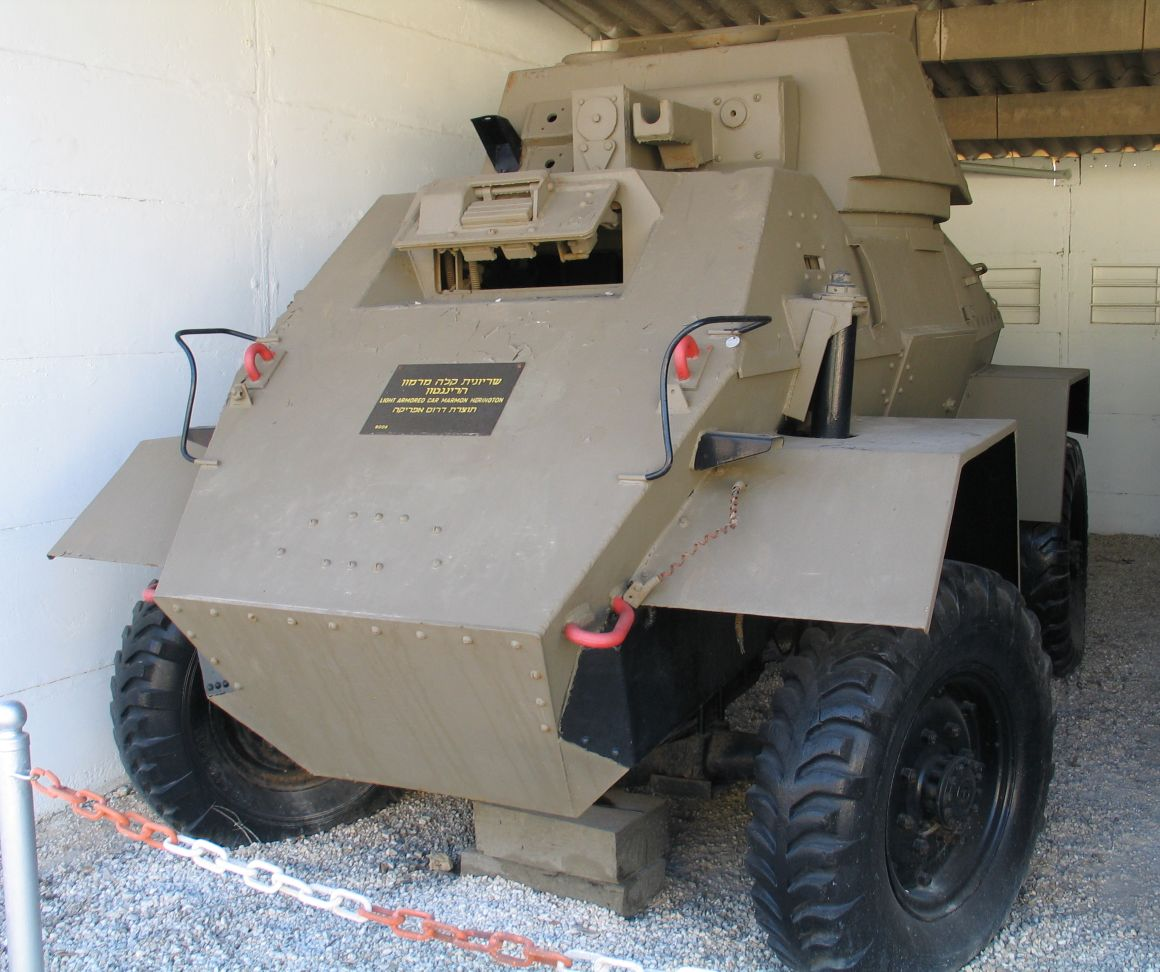
Humber Armoured Car au musée Batey ha-Osef, Israël.
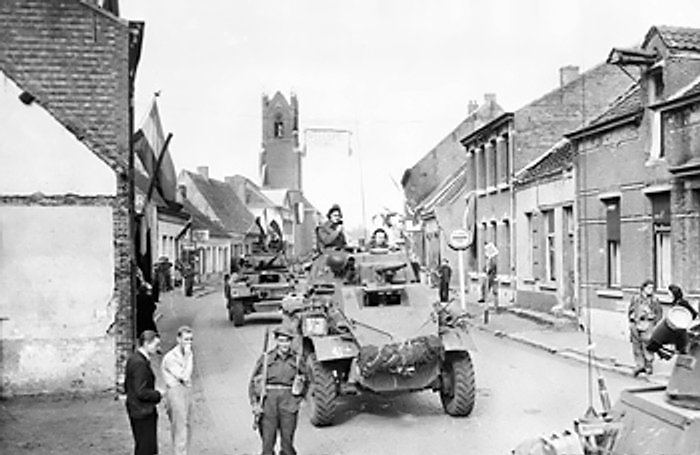
Voitures blindées à la frontière Franco-Belge, 1945

Le général Montgomery, Commandant des forces Britanniques et Alliées en Afrique du Nord pendant la guerre du Désert, avait deux randonneuses Humber Super Snipe quatre porte ouvertes spécialement construites avec de grandes ailes avant, ou gardes, au plancher à l'épreuve des mines, des raccords spéciaux et des réservoirs de carburant de grande contenance. Ces voitures furent construites pour lui et utilisées en Afrique dans la campagne contre le Général Rommel, qui utilisa une grande randonneuse ouverte à longue portée Mercedes-Benz. Les Humber de Montgomery étaient connues comme le "Vieux Fidèle" et la "Victoire". Les deux voitures existent encore dans les musées en Angleterre et sont un témoignage des hauts standards d'ingénierie et de fabrication de Humber et Rootes Ltd. La voiture victoire conduisit Montgomery et Churchill à travers les rues de Londres pendant les parades VE à la fin de la Seconde Guerre mondiale.

#### Production annuelle de véhicules
- 1929-30  —  9.000 véhicules
- 1933-34  —  20.000
- 1937-39  —  41.000
- 1946-47  —  42.000
- 1949-50  —  90.000[19]

### 1945-1967
Dès avant la fin de la guerre, alors que les bruits de paix se faisaient entendre au sein du Groupe Rootes, de nouveaux produits phares de Humber furent lancés : la quatre cylindres Hawk et la six cylindres Super Snipe. Étant un choix privilégié d'hommes d'affaires et d'officiels, les Humber gagnèrent une réputation pour leurs intérieurs bien finis et leur solidité. Les Hawk et les Super Snipe furent déclinées en différents modèles, mais tous avaient une influence "transatlantique".

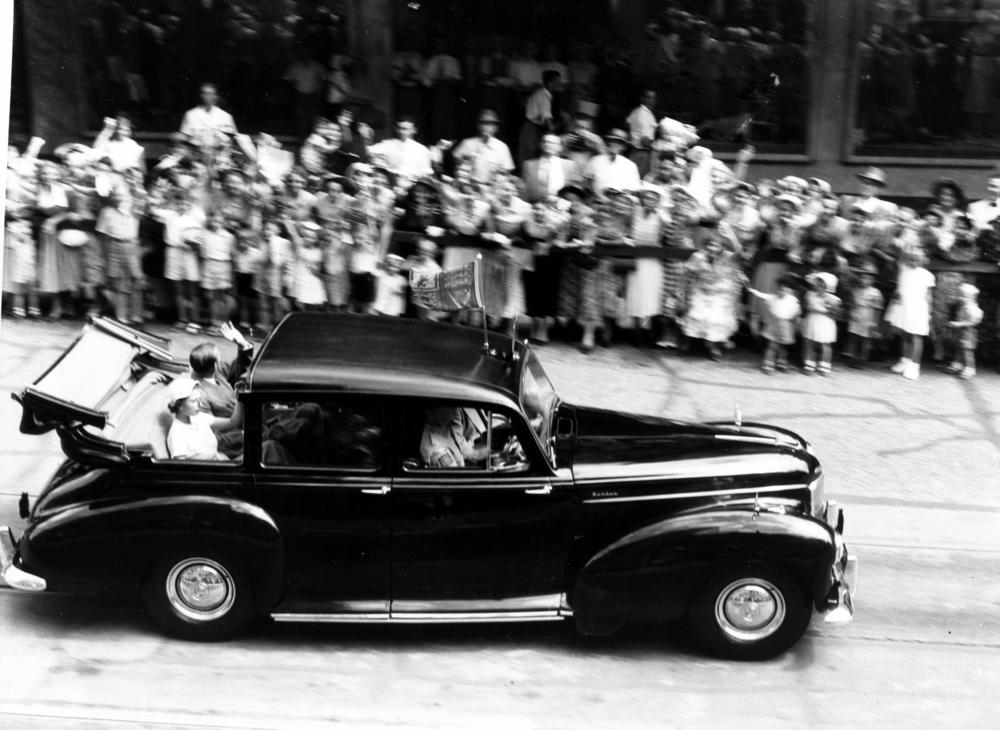
La reine Elisabeth II et le prince Philip saluent la foule depuis une Landaulette Pullman à Brisbane en 1954

Production annuelle de 200.000 véhicules
En 1960, Rootes était le douzième plus grand constructeur en volume, avec une production annuelle de près de 200 000 voitures, camionnettes et camions. Ils employèrent près de 20 000 personnes. Le groupe a eu des locaux de fabrication de 557 418 m2 et était propriétaire de neuf usines de montage à l'extérieur de Grande-Bretagne. Ils ont également été impliqués dans la location de voitures, la location-vente et les écoles de conduite, et ont même fait des climatiseurs. Il y avait environ un millier de concessionnaires au Royaume-Uni. Les deux frères Rootes sont restés au contrôle de leur groupe depuis leurs suites de bureaux attenantes dans la Devonshire House, Piccadilly. Le showroom Rootes du rez-de-chaussée sur Piccadilly est devenu un concessionnaire Audi.
Imp et Chrysler
Le succès de la BMC Mini a fait accélérer le développement de leur propre petite voiture. Une nouvelle usine d'assemblage a été prévue, mais le gouvernement a obligé aux principaux employeurs de construire de nouvelles usines là où il y avait le plus de chômage. Jaguar résolut son problème d'expansion en achetant Daimler et son usine de Coventry avec la main-d'œuvre expérimentée, mais Rootes sélectionna un site vierge à côté du fabricant de carrosseries Pressed Steel près de l'aéroport de Glasgow en Écosse, à Linwood près de Paisley.
La nouvelle usine fut inaugurée en mai 1963, et la nouvelle Hillman Imp à moteur arrière mise en vente dès le lendemain après un sérieux battage publicitaire, mais il y avait des difficultés avec les relations industrielles, et la fiabilité de l'Imp s'avéra douteuse au départ. Les lourdes dépenses consacrées au développement de l'Imp et le relâchement des ventes aux États-Unis a entraîné des pertes pour le groupe Rootes en 1962 et en 1963.
En février 1964, les propriétaires des participations minoritaires dans Humber Limited (ainsi que Tilling-Stevens et Singer Motors) ont échangé leurs participations contre des actions Rootes Motors. Humber et ses deux filiales deviennent des filiales en propriété exclusive de Rootes Motors Limited.
Une dernière activité majeure de Lord Rootes, a été l'ouverture de la vente des négociations avec Chrysler Corporation. Il est mort en décembre 1964. Chrysler a pris le contrôle en 1967.

### 1967-1976

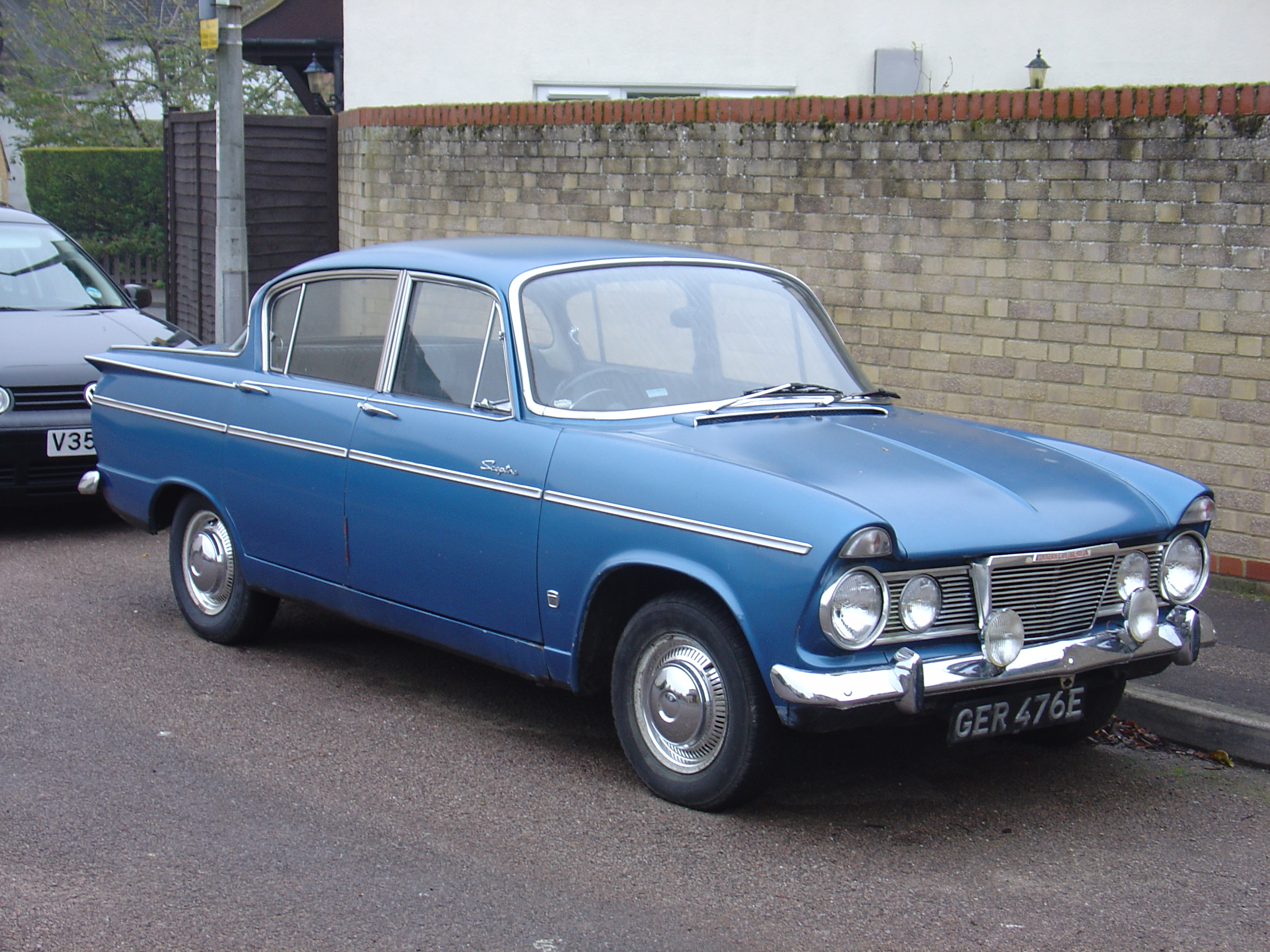
Humber Sceptre de 1967.

Les dernières grandes Humber traditionnelles, les Super Snipe Va (équipées de Carburateurs Stromberg CD 100) furent vendues en 1968, alors que Chrysler mettait fin à la production. Plusieurs modèles V8 avaient été en pré-production à ce moment, mais n'ont jamais été vendus au public. Plusieurs de ces exemples de test survivent aujourd'hui.
La dernière nouvelle voiture de Humber et Rootes a été la deuxième génération des Humber Sceptre, une variante du modèle Rootes Arrow. La marque a été mise en veilleuse en 1976, lorsque toutes les Hillman furent siglées Chrysler.
La Hillman Hunter (un autre modèle Arrow) fut produite sous le nom de Chrysler jusqu'à ce que la production soit arrêtée en 1979, lorsque Chrysler European division fut vendu à Peugeot et la marque renommée Talbot. La marque Talbot a été abandonnée à la fin de 1986 sur les voitures de tourisme, tout en étant poursuivie sur des camionnettes pendant six années supplémentaires.

## Les principaux modèles
- Humber 8 1902
- Humber 12 1902
- Humber 20 1903
- Humberette Voiturette 1903-1911
- Humber 8/10 1905
- Humber 10/12 1905-07
- Humber 30/40 1908-09
- Humberette Voiturette 1912-1915
- Humber 11 1912

1919-1939
- Humber 10 1919-21
- Humber 15,9 1919-25
- Humber 11.4 et 12/25 1921-25
- Humber 8/18 1922-25
- Humber 15/40 1924-28
- Humber 9/20 et 9/28 1925-30
- Humber 14/40 1926-29
- Humber 20/55 et 20/65 1926-29

Rootes Frères
- Humber 16/50 1928-32
- Humber Snipe 1929-47+
- Humber Pullman 1930-54+
- Humber 16-60 1933-35
- Humber 12 1933-37
- Humber 16 1936-40
- Humber Impériale 1938-67+
- Humber Super Snipe 1938-67+

1945-1967
- Humber Snipe 1929-47
- Humber Pullman 1930-54
- Humber Super Snipe 1938-67
- Humber Impériale 1938-67
- Humber Hawk 1945-67
- Humber Sceptre 1961-67,1967-76
- Humber Vogue 1963-66 (Australie)

## Voitures survivantes

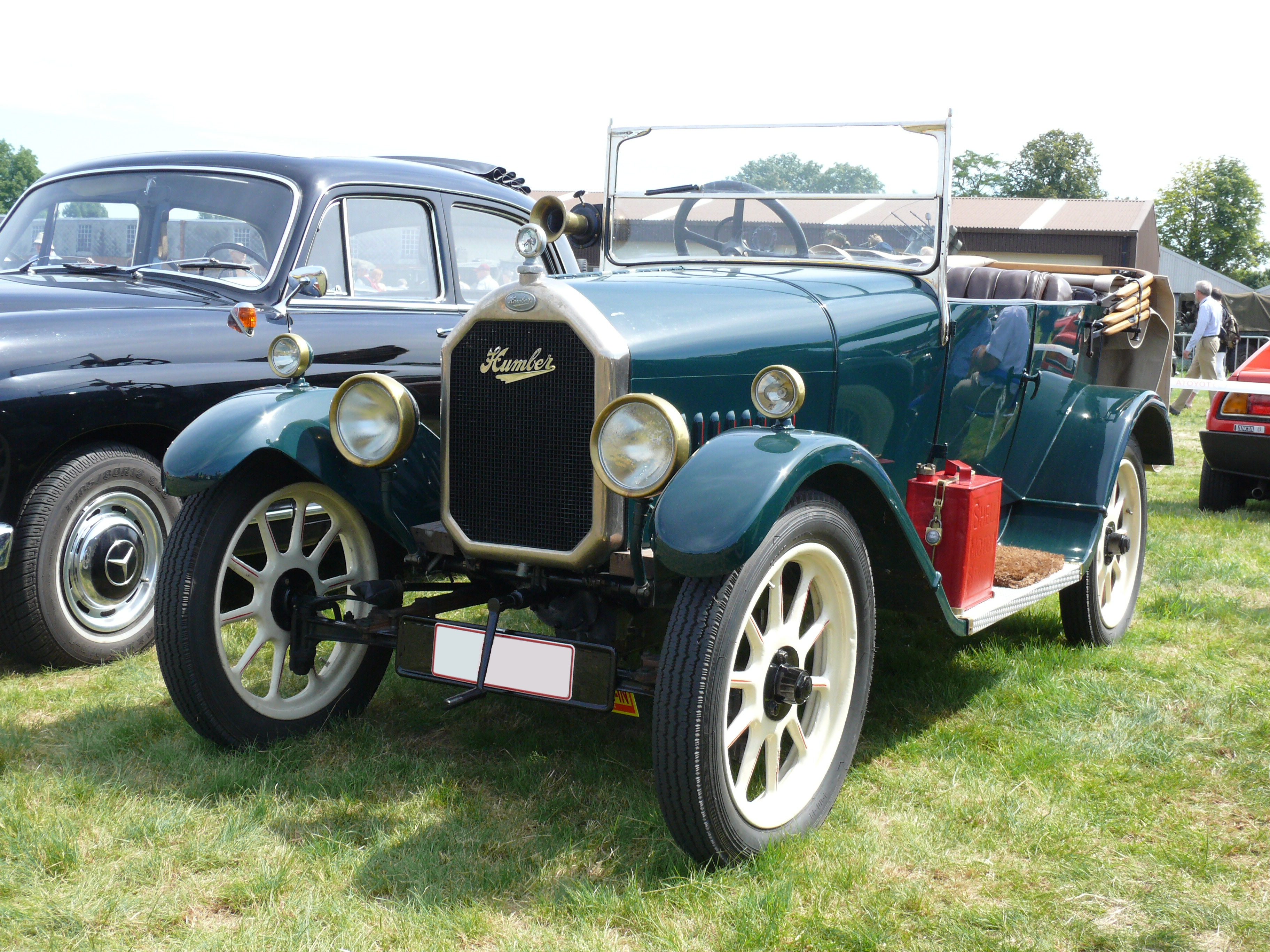
Une 8/18 de 1924
Saluée par Cecil Clutton et John Stanford dans leur livre "Le Millésime Automobile" comme parmi les "trois plus charmantes petites voitures jamais faites".

Il y a énormément de clubs de propriétaires, et beaucoup de ces voitures haut de gamme survivent aujourd'hui depuis les années 1930.
La plus grande collection mondiale de voitures Humber (construites après 1930) peut être vue au Musée de la Voiture Marshall Post-Vintage Humber à Hull. Il comprend 21 voitures Humber datant de 1932 à 1970 en permanence, en plus des 24 voitures  non restaurées,.

### Aviation

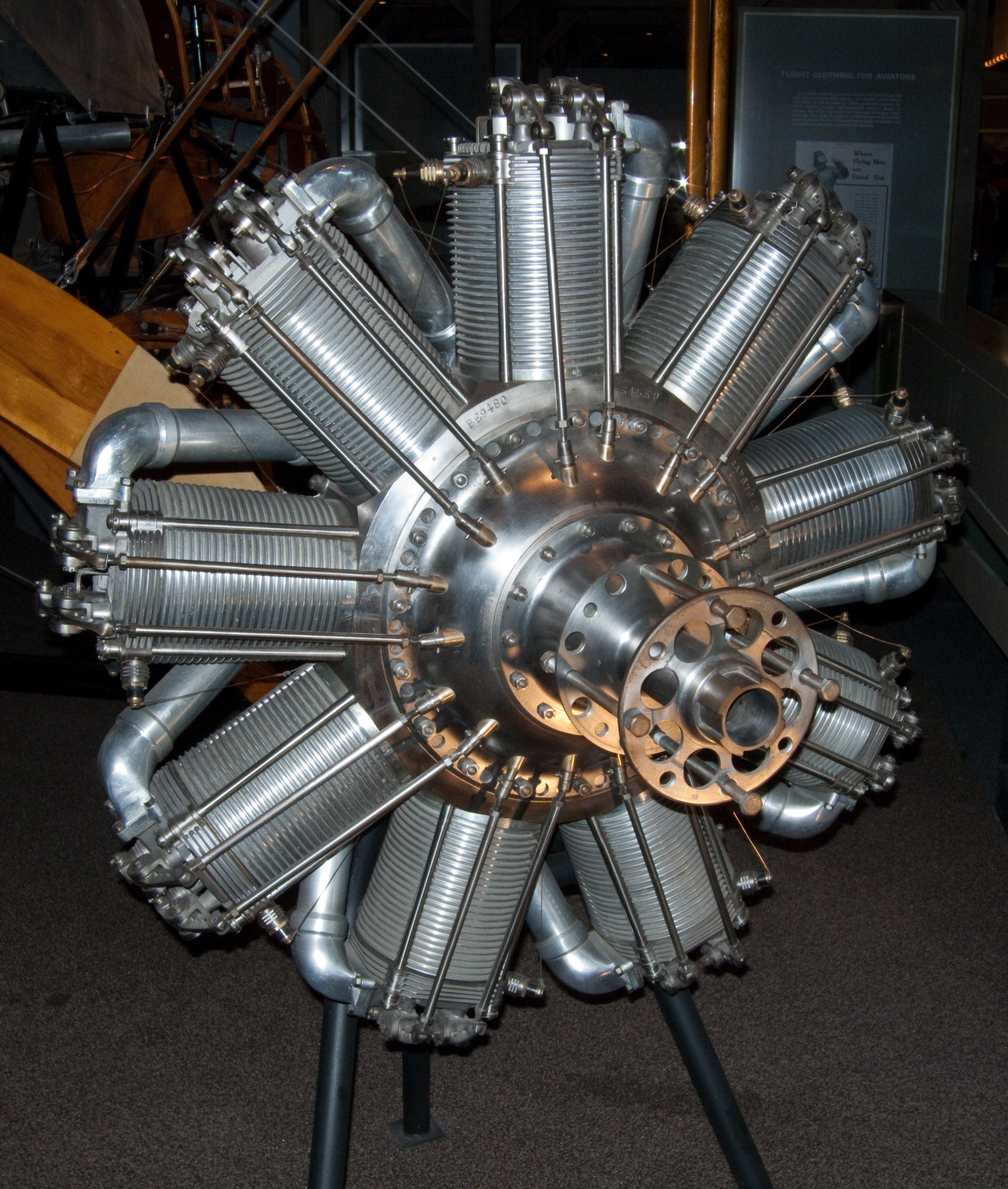
Moteur rotatif aero BR2. Humber Limited.
conception: W. O. Bentley pour Humber
équipant les Sopwith F. 1 Camel et 7F.1 Snipe; les Nieuport B. N. 1; les Vickers F. B. 26A Vampire II. et de nombreux autres.

Humber a produit un certain nombre d'avions et de moteurs dans les années précédant la Première Guerre Mondiale. En 1909, la société a signé un contrat pour la construction de 40 copies du Blériot XI monoplan, propulsés par leur propre moteur à trois cylindres, et quatre avions ont été exposés lors de l'Aéro-Show à l'Olympia en 1910.
Au cours de la Première Guerre mondiale Humber construit les moteurs BR1 et BR2, conçus pour Humber par Walter Owen Bentley et plus de moteurs ont été construits dans différentes usines de Coventry pour le Ministère de l'Air pendant la Seconde Guerre mondiale.

## Note
1. ↑  Humber & Co, Beeston